# El último día de Pompeya (Karl Briulov)
El último día de Pompeya (1830-1833) es una pintura monumental que se encuentra actualmente en el Museo Ruso de San Petersburgo, la obra más famosa del pintor ruso Karl Briulov. Se ganó la notoriedad internacional de su autor y la admiración de Aleksandr Pushkin, quien le dedicó un poema.
La pintura fue terminada en 1833. Se conserva en el Museo Ruso con el número de inventario Ж-5084. Sus dimensiones son 466 × 651 cm, Representa los acontecimientos de Pompeya en el momento de la Erupción del Vesubio en 79.
Karl Briulov visitó las excavaciones de la ciudad en el verano de 1827, durante un viaje a Nápoles, y fue allí donde se le ocurrió la idea de pintar un gran lienzo dedicado a la destrucción de Pompeya. El patrocinador de este cuadro fue el príncipe Anatole Demidoff. En total, el trabajo sobre esta pintura duró unos seis años, desde 1827, cuando Briulov redactó los primeros bocetos, hasta 1833. La versión final de este gran lienzo se realizó entre 1830 y 1833.
Después de terminar el trabajo de su pintura, Briulov comenzó a mostrarla en su taller de Roma. La popularidad de El último día de Pompeya y de su autor era cada vez mayor: el escritor Nikolai Rojaline escribe que en Roma «el acontecimiento principal es una exposición de pintura en el taller de Briulov», «toda la ciudad se ha apresurado a admirarla». Desde Roma la pintura fue transportada a Milán donde fue presentada en la exposición de arte de 1833. Inspirado por el éxito de la pintura en Italia, su propietario Anatole Demidoff la presentó en la exposición del Salón de París de escultura, inaugurada en marzo de 1834 en París, donde su autor ganó la gran medalla de oro por ella.
En el verano de 1834, el cuadro fue enviado desde Francia a San Petersburgo, donde Demidoff lo presentó al emperador Nicolás I. En agosto de 1834 la pintura fue colocada en el Hermitage, y a finales de septiembre en una sala separada de la Academia Imperial de las Artes para la vista del público. El cuadro tuvo un gran éxito y el poeta Aleksandr Pushkin escribió su poema Le cratère du Vésuve s'est ouvert. En cuanto al escritor Nicolás Gogol, escribió un artículo en el que calificaba a Le dernier jour de Pompeya como uno de los fenómenos más luminosos del siglo XIX «y de una resurrección luminosa de la pintura que había permanecido durante mucho tiempo en un estado semiletárgico». En 1851, la pintura entró en el Nuevo Hermitage, y en 1897 fue transferida a la colección del difunto emperador Alejandro III de Rusia (hoy Museo Ruso).
La crítica de arte Alla Vareshchaguina señala que el tema de la pintura El último día de Pompeya era desconocido en la práctica de la pintura histórica clásica. El artista no muestra las hazañas de un héroe, sino un desastre natural que ha golpeado a muchas personas, lo que por primera vez trajo la pintura histórica a la corriente principal del público popular en lugar de permanecer confinado en un pequeño círculo aristocrático. Según Svetlana Stepanova el trabajo de Briulov se convirtió no solo en uno de los logros de la escuela nacional rusa de pintura, sino también en un fenómeno real que aceleró la evolución del arte en Rusia.

## Historia

### Eventos anteriores
En 1821 Karl Briulov, terminó sus estudios en la Academia Imperial de las Artes con una gran medalla de oro, debido al desacuerdo sobre quién debería ser su maestro, Brioullov se negó a seguir trabajando en la academia. Al año siguiente, el artista y su hermano, el arquitecto Aleksandr Briulov, fueron invitados a ser «residentes» en la Sociedad Imperial de Fomento de las Artes por un período de cuatro años. Los hermanos aceptaron esta propuesta y el 16 de agosto de 1822 dejaron San Petersburgo y se fueron de viaje al extranjero. Primero en Alemania, luego en 1823, en Italia, donde se establecieron en Roma. Antes de su partida de Rusia, el apellido de los dos hermanos fue cambiado oficialmente con la adición de las letras cirílicas «въ», es decir, «v» en alfabeto latino y francés, y se convirtió en Briulov. Los Briulov procedían de una familia de hugonotes franceses que emigraron después de la Revocación del Edicto de Nantes y pasaron por Alemania y de allí a Rusia. Es por todo eso que tuvieron la necesidad de rusificar su apellido mediante la adición de un ov final.

Las erupciones del Vesubio en la pintura
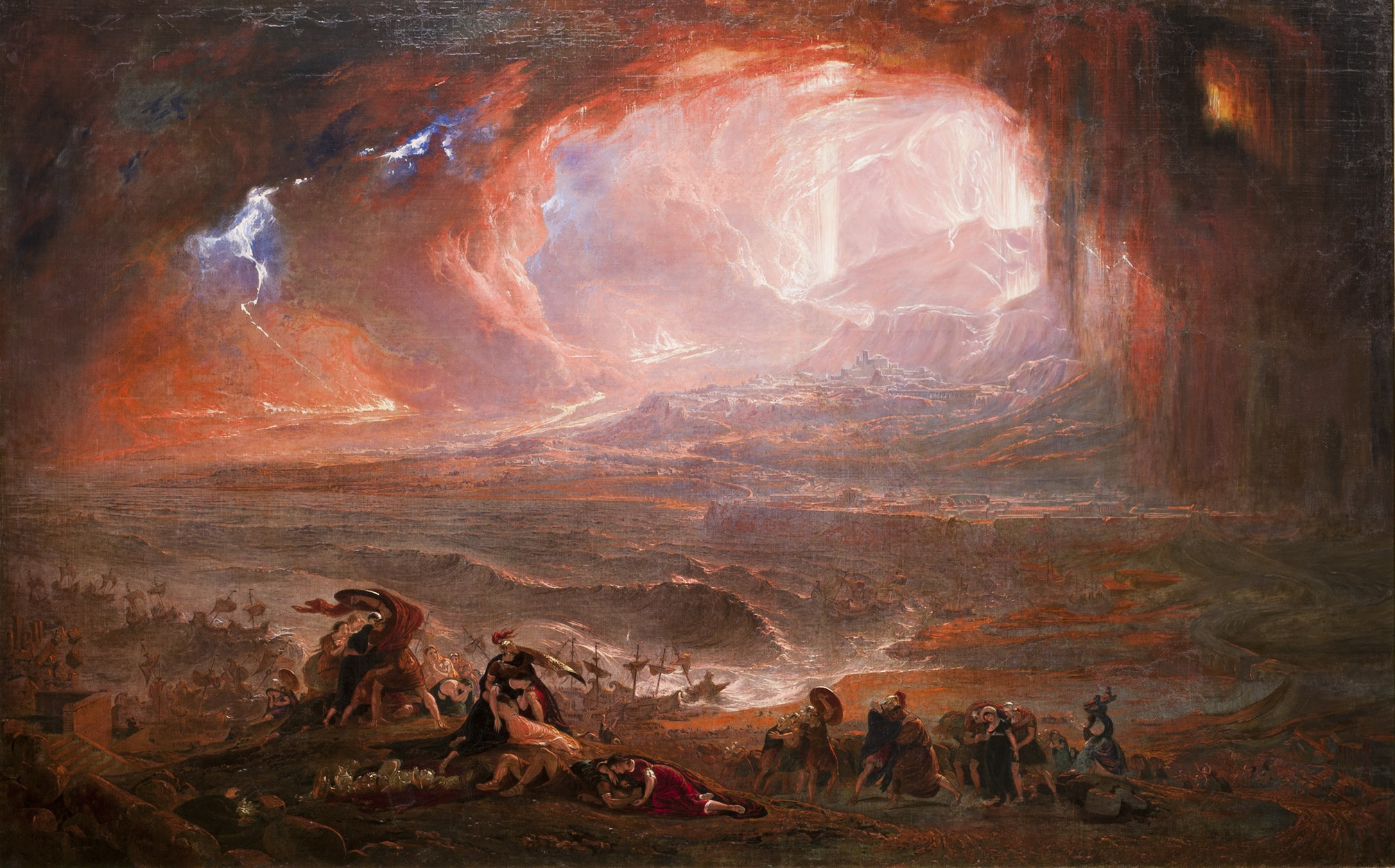
Destrucción de Pompeya y Herculano por John Martin. Pintura al óleo, 161,6 × 253,0 cm, 1822, Tate Britain.
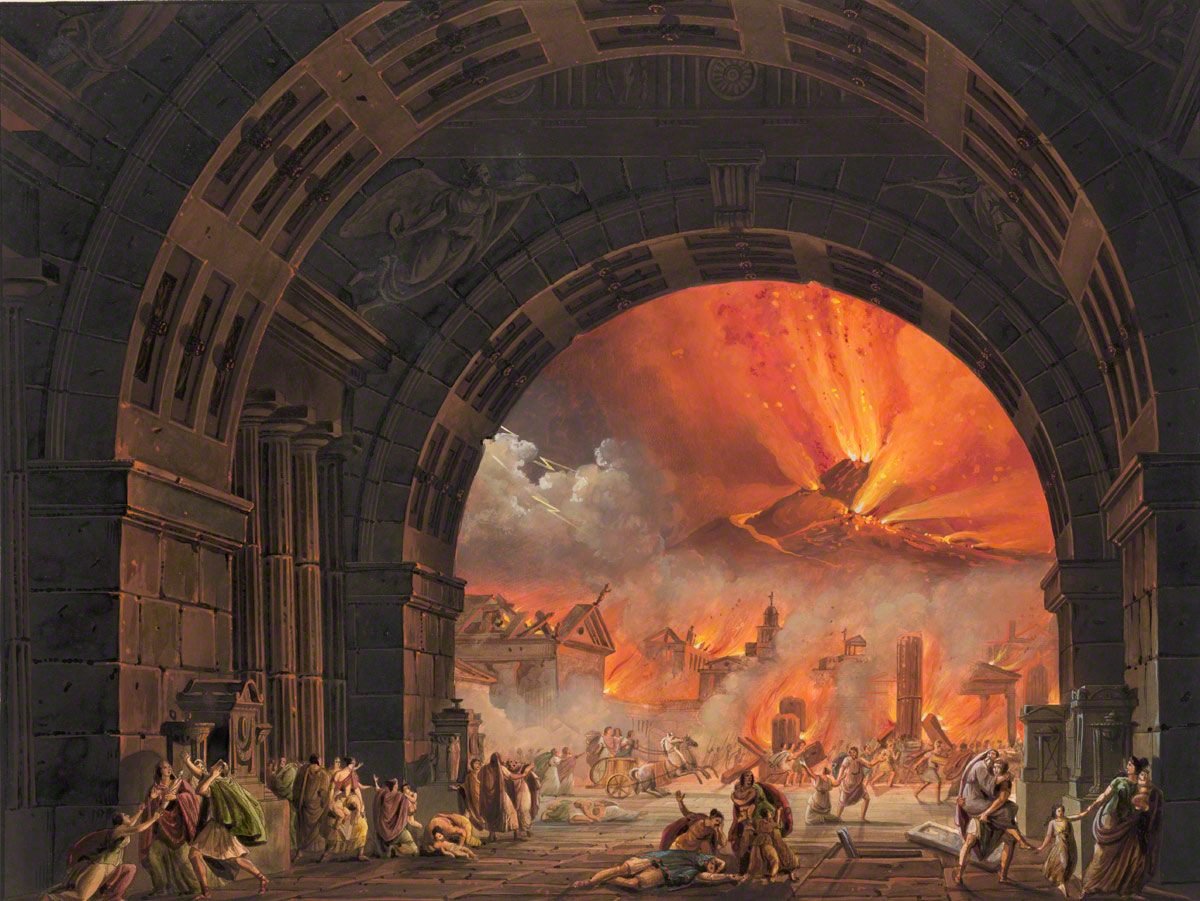
Alessandro Sanquirico Erupción del Vesubio, 1827, (décoración para la ópera de Giovanni Pacini, L'ultimo giorno di Pompei).

Hasta 2018, las publicaciones documentaron la erupción del Vesubio y el entierro de Pompeya y Herculano el 24 de agosto del 79, pero desde entonces las publicaciones han cuestionado esta fecha, al igual que la mayoría de los historiadores de todo el mundo, y adoptaron una fecha que no es anterior a octubre del 79. Algunas fuentes históricas incluso consideran que la erupción se remonta a noviembre. Según algunos informes, esta erupción en Pompeya causó la muerte de unas dos mil personas. Las excavaciones sistemáticas comenzaron en 1748, continuaron a principios del siglo XIX, y entonces se crearon obras de arte relacionadas con el evento, por ejemplo, en 1822, el artista inglés John Martin pintó un gran cuadro Destrucción de Pompeya y Herculano (pintura al óleo, 161,6 × 253,0 cm, ahora en la galería Tate Britain). y en 1824 se produjo la ópera italiana del compositor Giovanni Pacini L'ultimo giorno di Pompei, decorada por Alessandro Sanquirico.
El primero de los dos hermanos Briulov que visitó las excavaciones de Pompeya fue Aleksandr Briulov, quien, al parecer, dijo muchas cosas interesantes a su hermano Karl. Después de dejar Roma a principios de 1824, Aleksandr visitó Sicilia y se instaló en Nápoles, donde realizó una serie de retratos en acuarela. Al enterarse de que se había abierto un edificio bien conservado en Pompeya, Aleksandr obtuvo de las autoridades del Reino de las Dos Sicilias permiso para tomar medidas y bocetos de todas las estructuras arquitectónicas que le interesaran de las ruinas. Obtener tal permiso no fue fácil, y para ello Aleksandr Briulov se benefició del hecho de su amistad con Elizabeth Khitrovo que estaba en Nápoles, hija de Mijaíl Kutúzov y viuda en segundo matrimonio de Nikolai Feodorovich Khitrovo, amigo del poeta Aleksandr Pushkin, por recomendación suya, hizo retratos de la familia real napolitana y así obtuvo las autorizaciones necesarias. Gracias a ello, en el mismo año 1824, Aleksandr Briulov visitó Pompeya, lo que le causó una gran impresión. En una carta dirigida a sus padres el 8 de mayo de 1824, Aleksandr escribe que «este tipo de restos involuntariamente me hizo retroceder en el tiempo, cuando estas piedras todavía estaban habitadas, cuando este foro donde nos encontramos solos estaba lleno por la multitud donde el silencio ya no es interrumpido hoy sino por algunos lagartos». En otra carta a su madre, fechada el 6 de diciembre de 1825, describe las impresiones que le evoca: «Veo ríos de fuego que brotan del cráter del Vesubio», «Una lluvia de arena, cenizas y piedras dormir con Pompeya; Pompeya desaparece ante mis ojos». La medición de los baños públicos por Aleksandr Briulov se completó en 1826. Los resultados de las obras de Aleksandr sobre los baños de Pompeya se publicaron en París el año 1829, en una obra bajo el título Thermes de Pompéi. Según algunas hipótesis se cree que Aleksandr podía haber sugerido a su hermano acerca de la creación de la pintura de El último día de Pompeya.

Aleksandr,Elisabeth,Ioulia
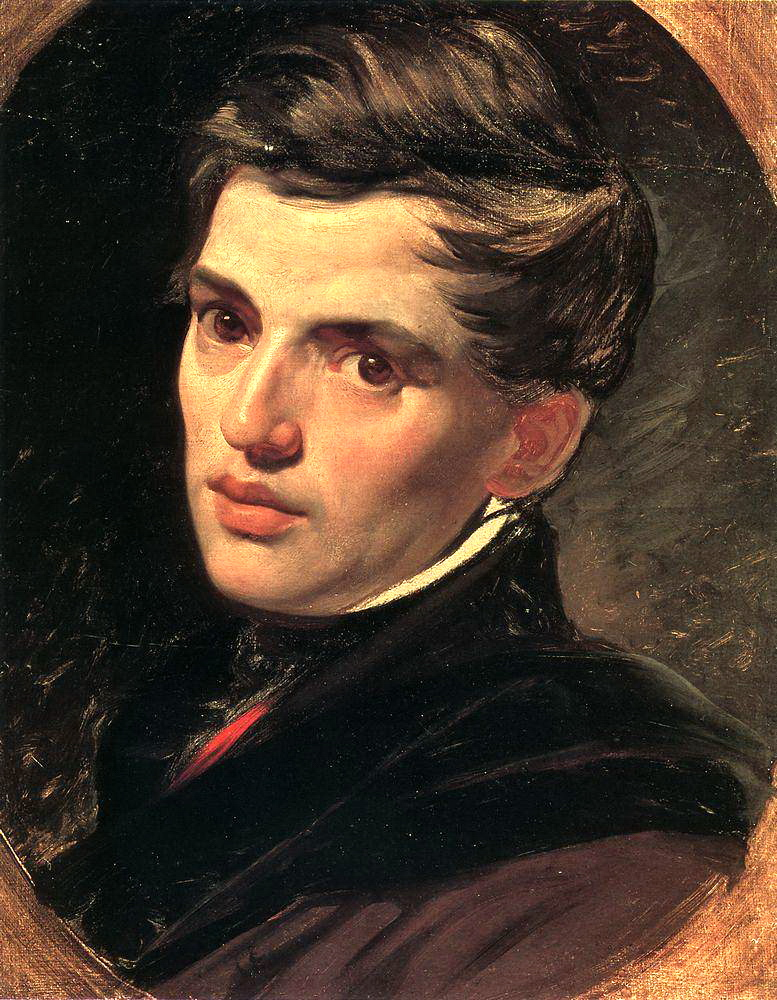
Aleksandr Briulov el hermano de Karl para Karl 1823-1827.
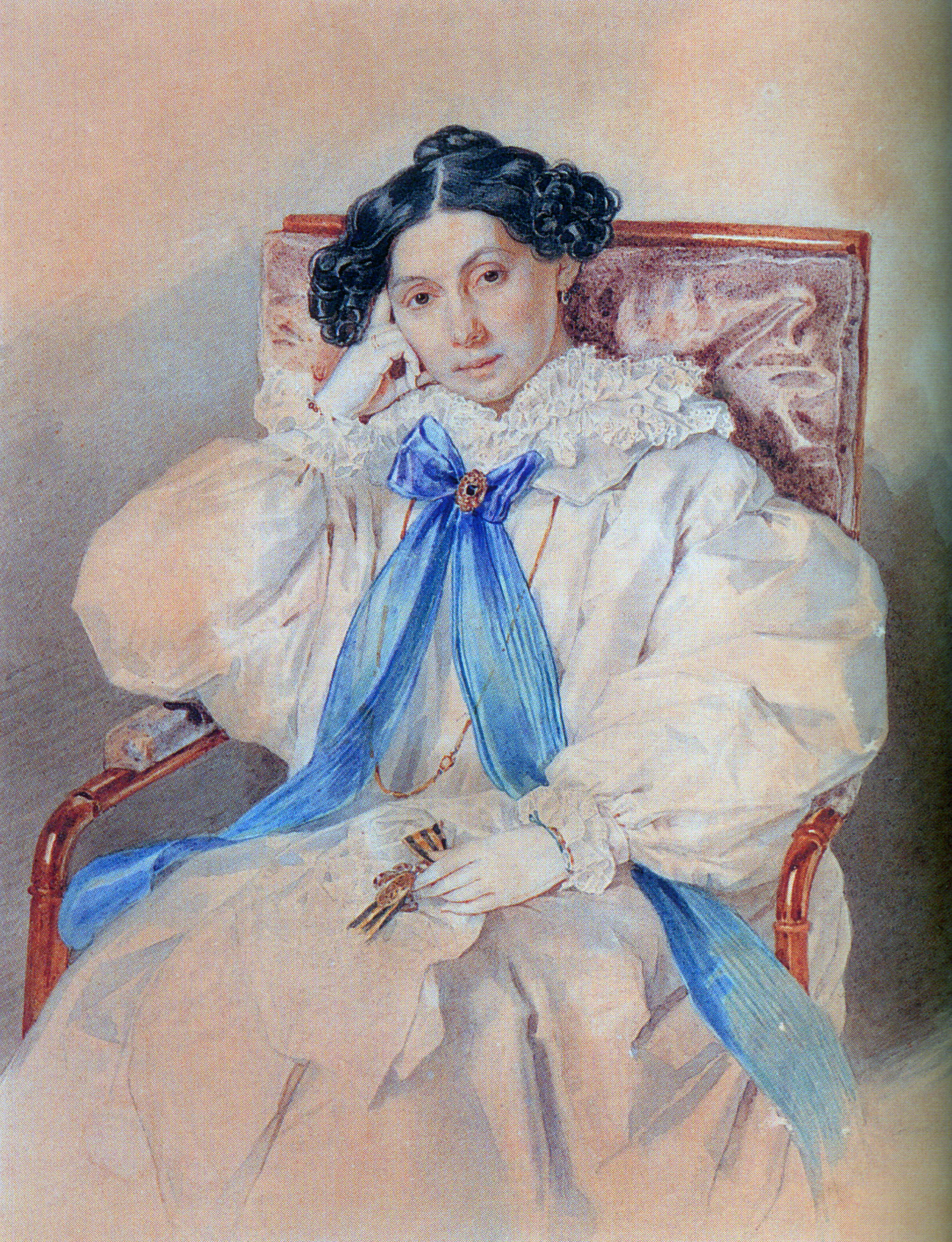
P.F. Sokolov, retrato de Elisabeth Khitrovo, amiga de Briulov.
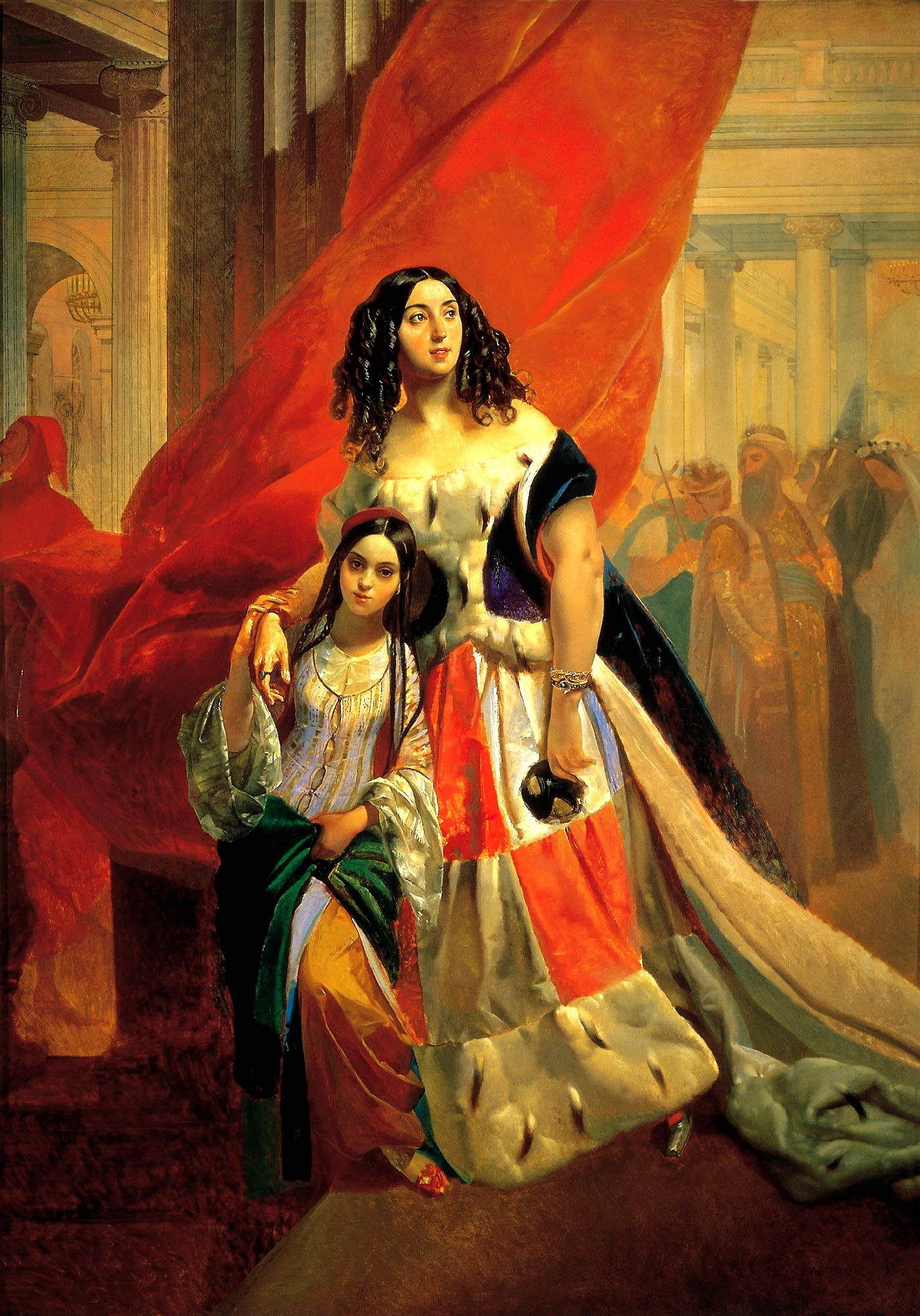
La condesa Yulia Samoilova y su hija adoptiva, pintura de Karl Briulov.

Durante este período Karl Briulov continuó trabajando en escenas de género de la vida italiana, creando pinturas como Mañana italiana (1823), Mediodía italiano (1827) y Joven que recoge las uvas en las cercanías de Nápoles (1827).·. De 1825 a 1828, trabajó en una copia de La escuela de Atenas  de Rafael, un encargo que le dio al artista experiencia trabajando en composiciones con múltiples personajes y que le fue propuesta por la embajada rusa en Italia y por la cual fue honrado con 10.000 rublos. En 1825, Briulov decidió visitar Nápoles con el pintor Fiodor Bruni, pero finalmente el viaje no tuvo lugar por una razón u otra.
En julio de 1827, Karl Briulov partió finalmente hacia Roma y Nápoles. En Nápoles y sus alrededores permaneció desde principios de julio hasta finales de agosto. En Pompeya, pasó cuatro días visitando las ruinas que le causaron una gran impresión, entre los que lo acompañaron en este viaje se encontraban la condesa María Razumovskaya, el futuro senador Hipólito Podchasski, y también la condesa Yulia Samoilova y el príncipe Anatole Demidoff. Robert Vinspiere, un importante funcionario de la embajada rusa en Roma, escribió a Aleksandr Briulov, hermano de Karl, el 6 de julio de 1827: «Tu hermano Karl fue llevado a Nápoles por la condesa Razumovskaya»; más tarde se presentó y actuó como patrocinadora del boceto de la futura pintura. Con la condesa Yulia Samoilova, Briulov conoció a la princesa Zinaida Volkonskaya en Roma en 1827. Yulia Samoilova y Briulov estaban entonces unidos por una larga y tierna amistad. La crítica de arte Galina Leonteva escribe que una de las razones del viaje de Briulov a Nápoles podía ser la presencia de la condesa Samoilova, a quien había conocido poco antes y que también iba allí.
El pintor Mikhail Jeleznov, en sus memorias posteriores, señala que Karl Briulov le dijo que en Nápoles había conocido a Anatole Demidoff y lo había llevado a Pompeya. Según Jeleznov, «durante la visita a esta ciudad nació la idea en Briulov de crear un gran cuadro que representara la destrucción de Pompeya»", y dio a conocer este proyecto a Demidoff, quien le prometió comprar el cuadro si se realizaba. Demidoff consideró que probablemente nada le seguiría, pero más tarde informa Jeleznov, una señora, cuyo nombre le era desconocido, después del almuerzo, en el que también participó Briulov, inició la conversación con Demidoff en el viaje a Pompeya y «consiguió colocarla en una posición tal que, por complacencia, su interlocutor le pidió a Briulov que pintara El Último Día de Pompeya». Al cotejar esta información, los investigadores especializados en el trabajo de Briulov consideran que esta dama podría ser la condesa Razoumovska, que entonces dio su encargo a Demidoff. Desde que en 1828, cuando se hizo el boceto de la condesa Razumovskaya a la edad de 15 años, el periodista Nikolai Projoguine sugiere que la transferencia de la orden podría haber sido posible un poco más tarde. Él no excluye que «la dama que empujó a Demidoff al encargo», pudiera ser también la otra condesa, Yulia Samoilova.

## Trabajo en la realización de la obra
En total, el cuadro tardó seis años de trabajo en completarse. Desde 1827, cuando Karl Briulov visitó Pompeya y realizó los primeros bocetos, hasta 1833, cuando la pintura de gran formato se expuso en Roma y Milán. Los críticos de arte dividen el periodo creativo en dos partes. Durante la primera (1827-1830) se llevó a cabo el trabajo preparatorio, incluyendo la creación del estudio y los primeros bocetos, y durante la segunda (1830-1833) tuvo lugar la realización de la gran pintura.

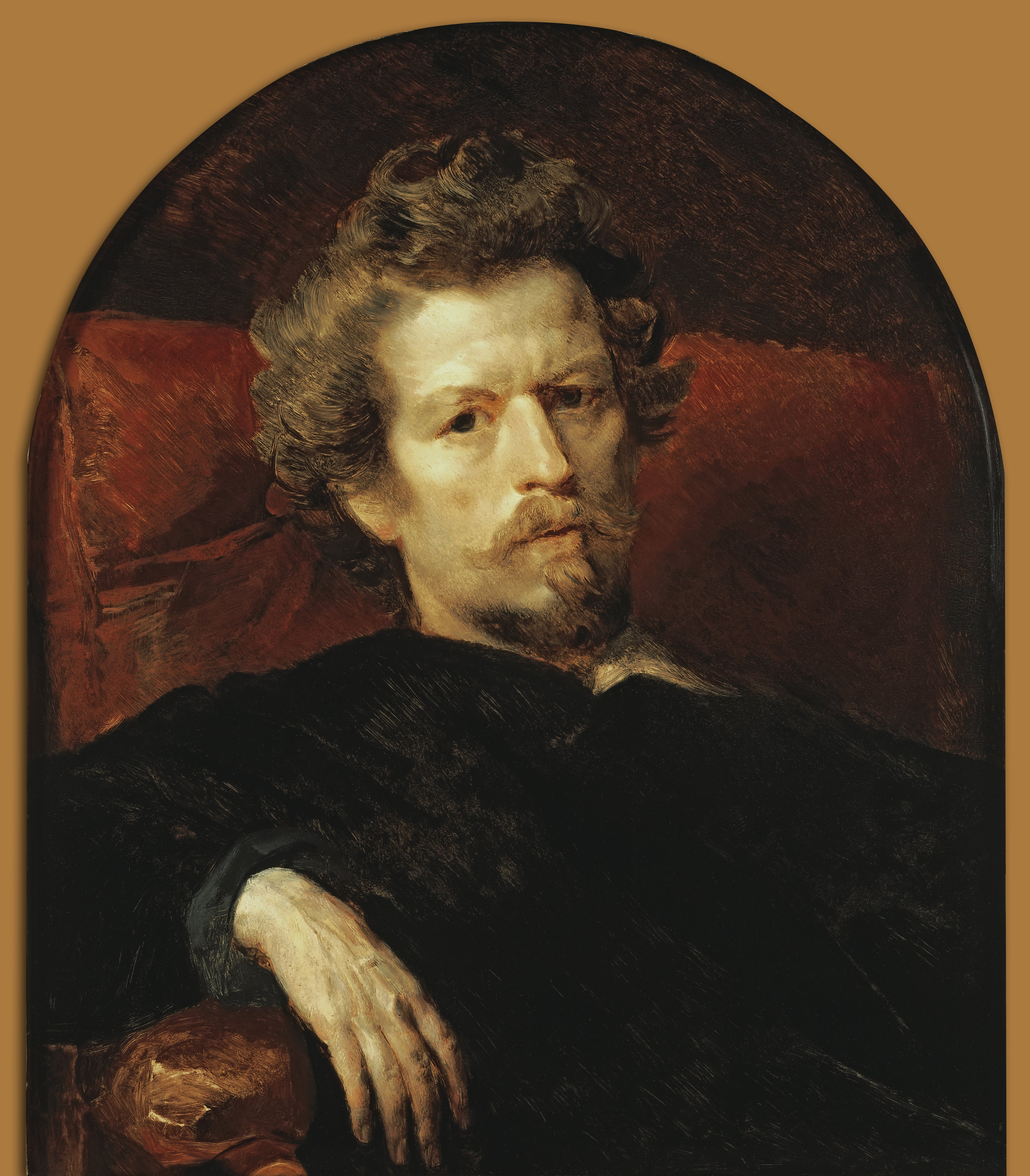
Karl Briulov - Autorretrato- Google Art Project.

Al comenzar la pintura, Briulov estudió cuidadosamente los documentos históricos relacionados con la erupción del Vesubio. Leyó con especial interés el relato de uno de los testigos presenciales del evento (también político y abogado), Plinio el Joven. Este último escribió al historiador Tácito: «Desde la primera hora del día, la luz es inusual, realmente débil. Las casas de los alrededores están temblando; en una estrecha franja de tierra están a punto de derrumbarse y eso es muy aterrador. Finalmente decidimos dejar la ciudad; detrás de nosotros nos sigue una multitud de gente que ha perdido la cabeza. <...> Por otro lado, una espantosa nube negra invade el cielo, atravesada por zigzags de fuego; se despliega en bandas amplias y extravagantes como un gran rayo. <...>. Entonces mi madre me pide, me suplica, me ordena que me vaya; para un joven es posible; para ella, abrumada por su edad y su enfermedad, prefiere morir en silencio sabiendo que ella no fue la causa de mi muerte».
Según los historiadores del arte, la primera mención escrita de Briulov sobre su pintura en Pompeya se remonta a marzo de 1828: en una carta a su hermano Teodoro Briulov, Karl Briulov escribió: «El boceto del cuadro, encargado por la condesa Razumovska, está terminado; la obra se llamará: El último día de Pompeya. En la misma carta el pintor indica que optó por trabajar sobre el lienzo de la calle de los sepulcros (Strada dei Sepolcri), pero que el marco partirá de la tumba de Escauro (Sepolcro di Scauro) para llegar a la del hijo de la sacerdotisa de Ceres». Y continúa: «Tomé mi paisaje de la naturaleza, sin quitar ni añadir, de pie, con la espalda apoyada en la puerta de la ciudad, para ver parte del Vesubio, el tema principal sin el cual no habría habido fuego». En la misma carta, Briulov describe el grupo de personajes que pretende representar en su lienzo. En esa época, la Strada dei Sepolcri solo había sido despejada por los arqueólogos bastante recientemente, unos diez años antes de la llegada de Briulov a Italia. El lugar elegido por el pintor estaba en las afueras de la ciudad, en el camino hacia el Vesubio. La tumba de Escauro fue descrita en la edición de 1817 del libro por el arqueólogo William Gell y el arquitecto John Peter Gandy. La parte más a la izquierda de la placa adherida al monumento está astillada y únicamente se puede leer parte de su nombre.......icius Scaurus, así como su estatus social como duoviri de la justicia. Gell y Gandy sugirieron que el nombre completo era Aricio Escauro, pero más tarde se descubrió que había sido enterrado bajo el nombre de Umbricius Scaurus, y que su padre bajo el nombre de Aulus Scaurus.

Sepulcros
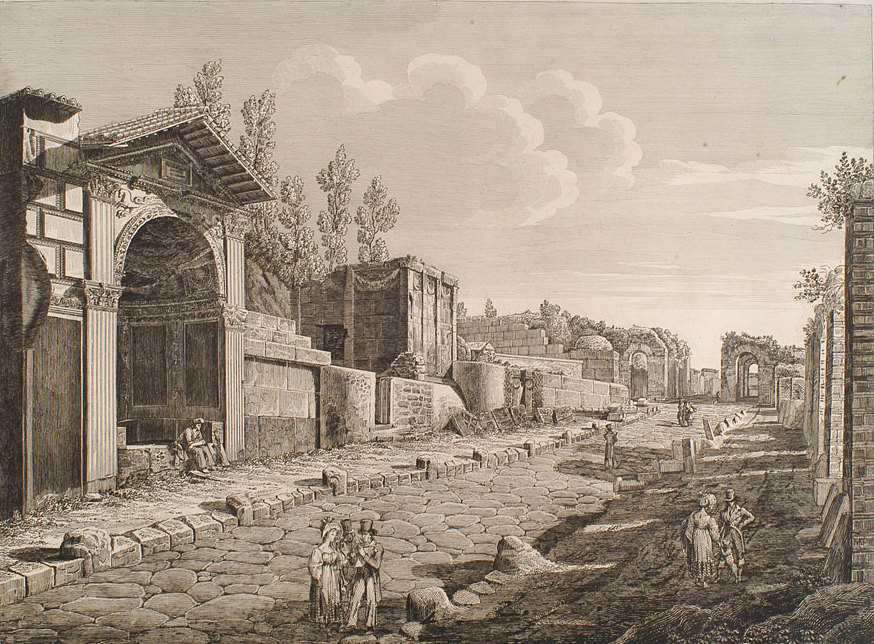
Vía de los Sepulcros en Pompeya (aguafuerte, 1830 de Luigi Rossini.
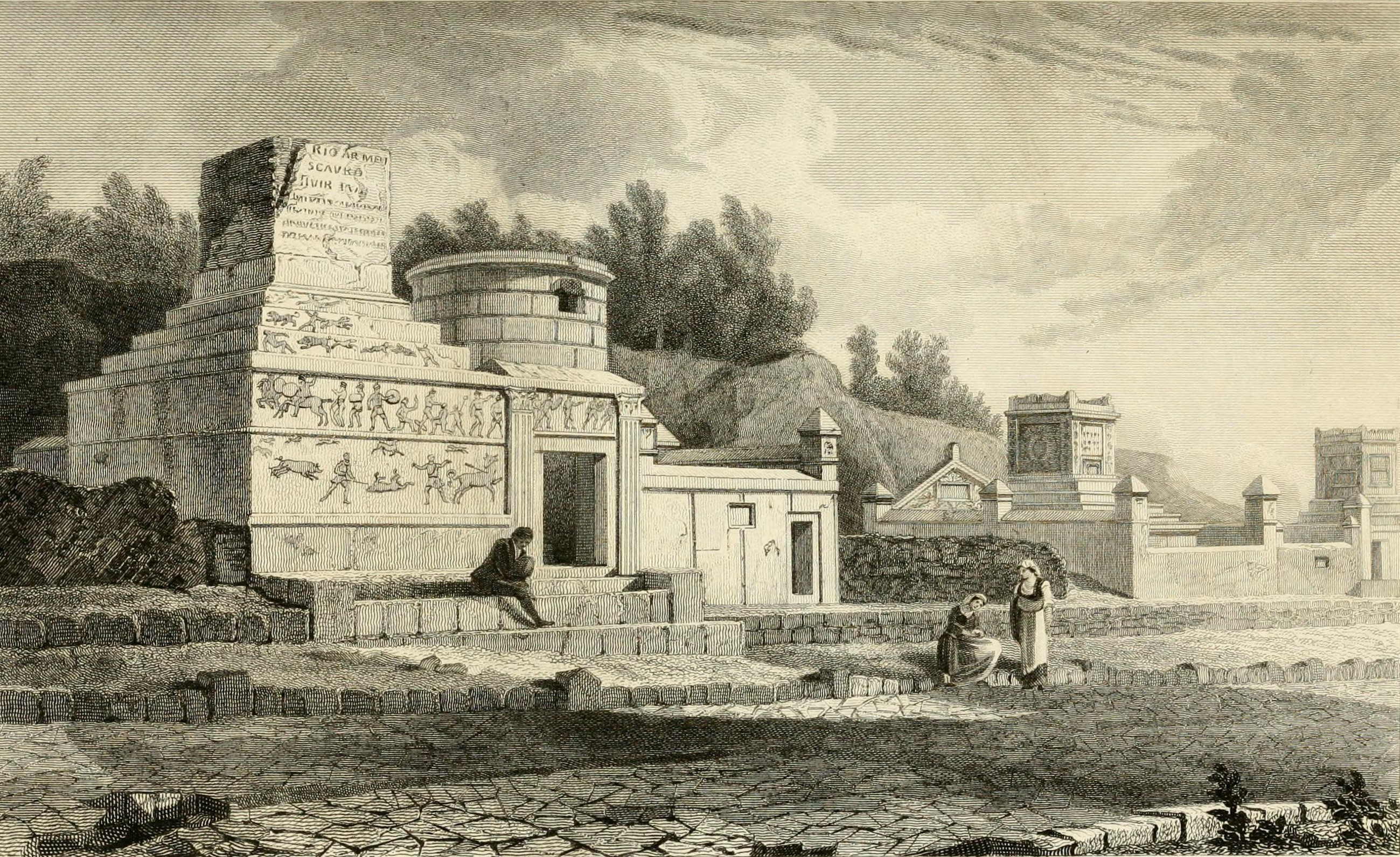
Pompeya, tumba de Escauro (grabado del libro de Gell y Gandy, 1817)

En la primavera de 1828, el Vesubio reanudó su actividad volcánica. El pintor ruso Sylvestre Shchedrin escribió en una carta a su hermano Apolo Shchedrin fechada el 6 de mayo de 1828: «Finalmente logré ver y darme cuenta de la erupción del Vesubio desde la naturaleza». La noticia se extendió rápidamente por Italia: muchos extranjeros que se encontraban en Roma corrieron a Nápoles. En la misma carta Sylvestre Shchedrin señala que entre ellos estaba Karl Briulov, «Pero tan pronto como llegó a mi casa, fue gracioso, pero el volcán se calmó y dejó su actividad volcánica, así que después de cuatro días Briulov regresó a Roma».

Inspiración en la obra de Rafael Sanzio
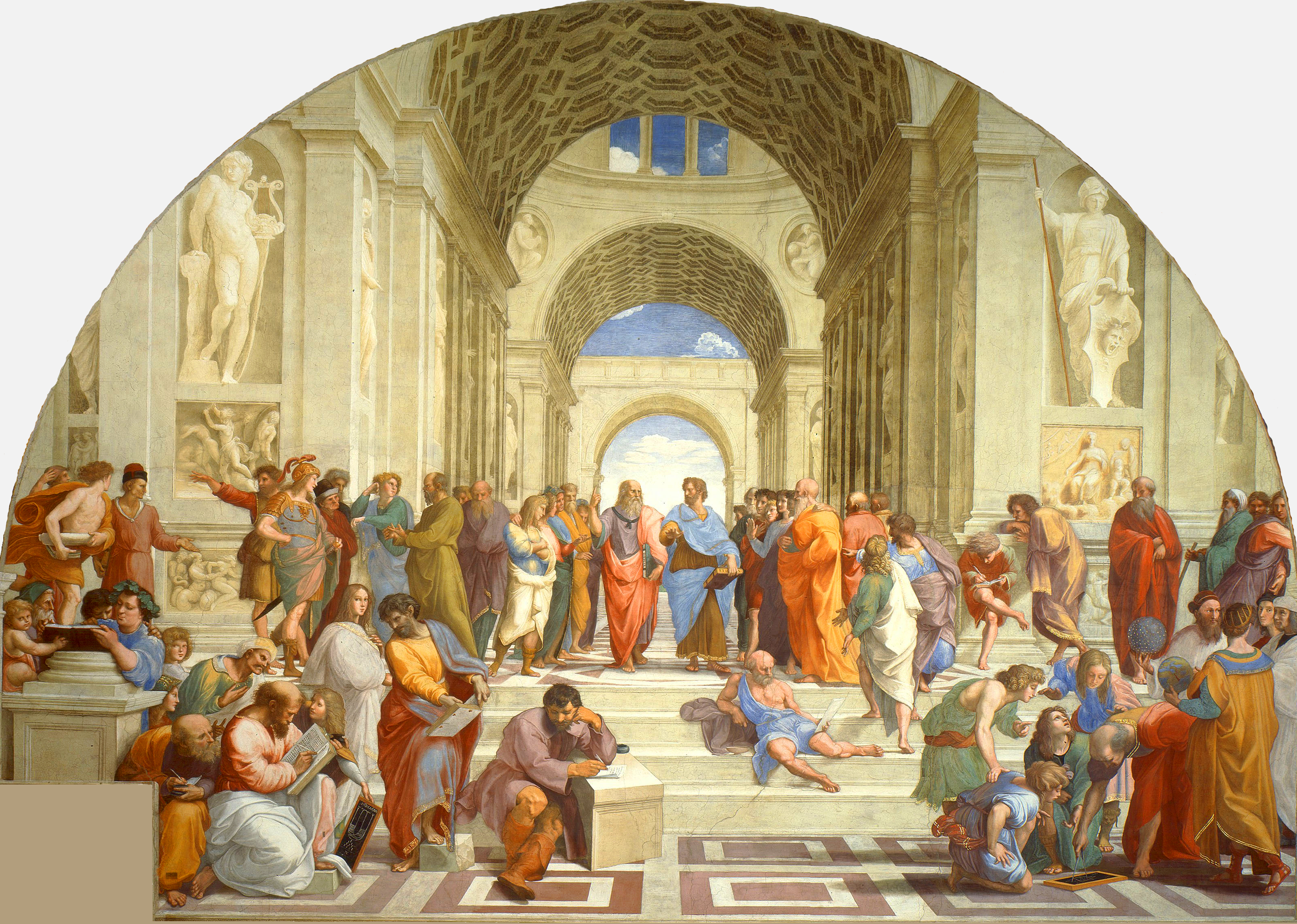
La escuela de Atenas, 1510-1512.
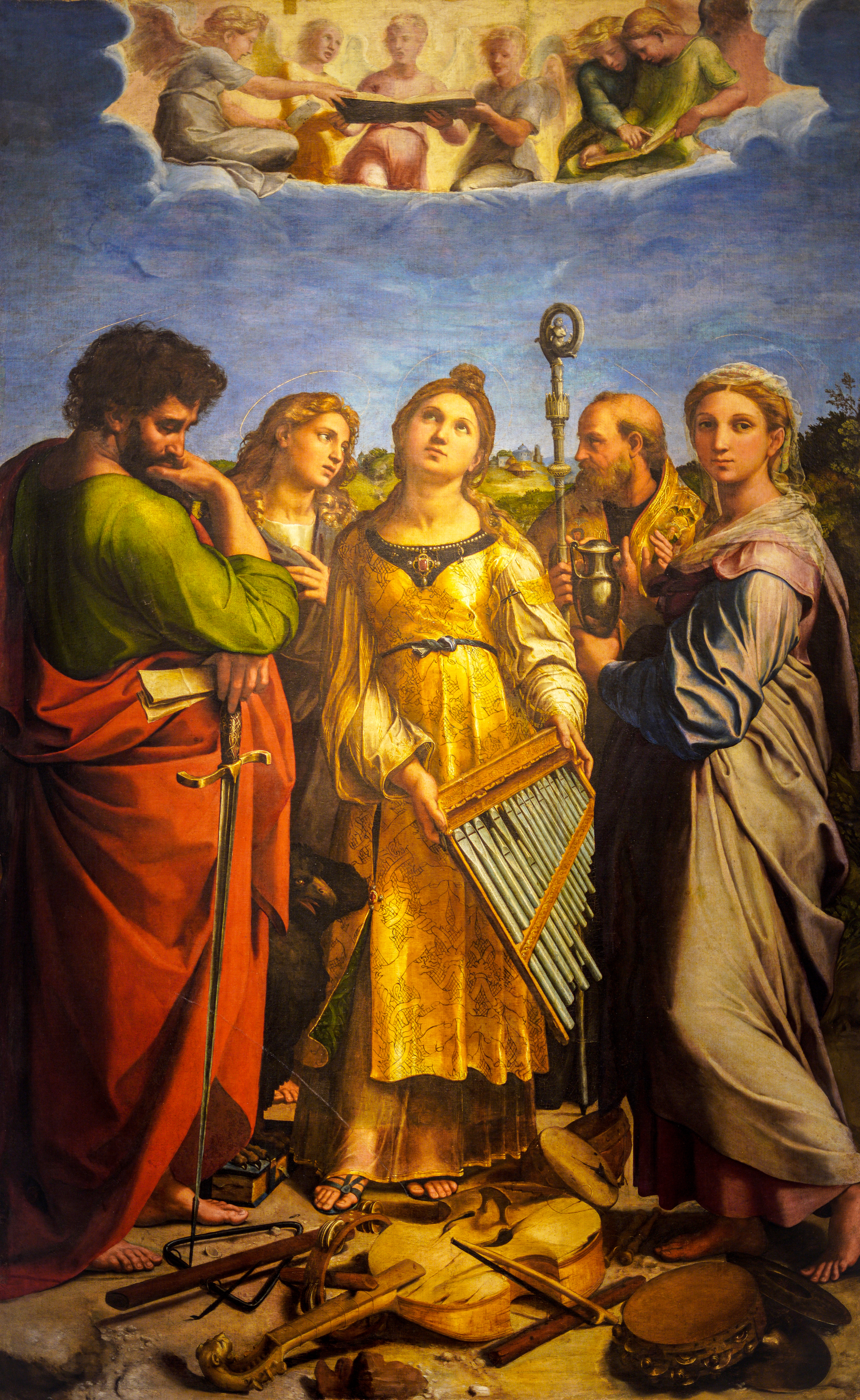
El éxtasis de Santa Cecilia
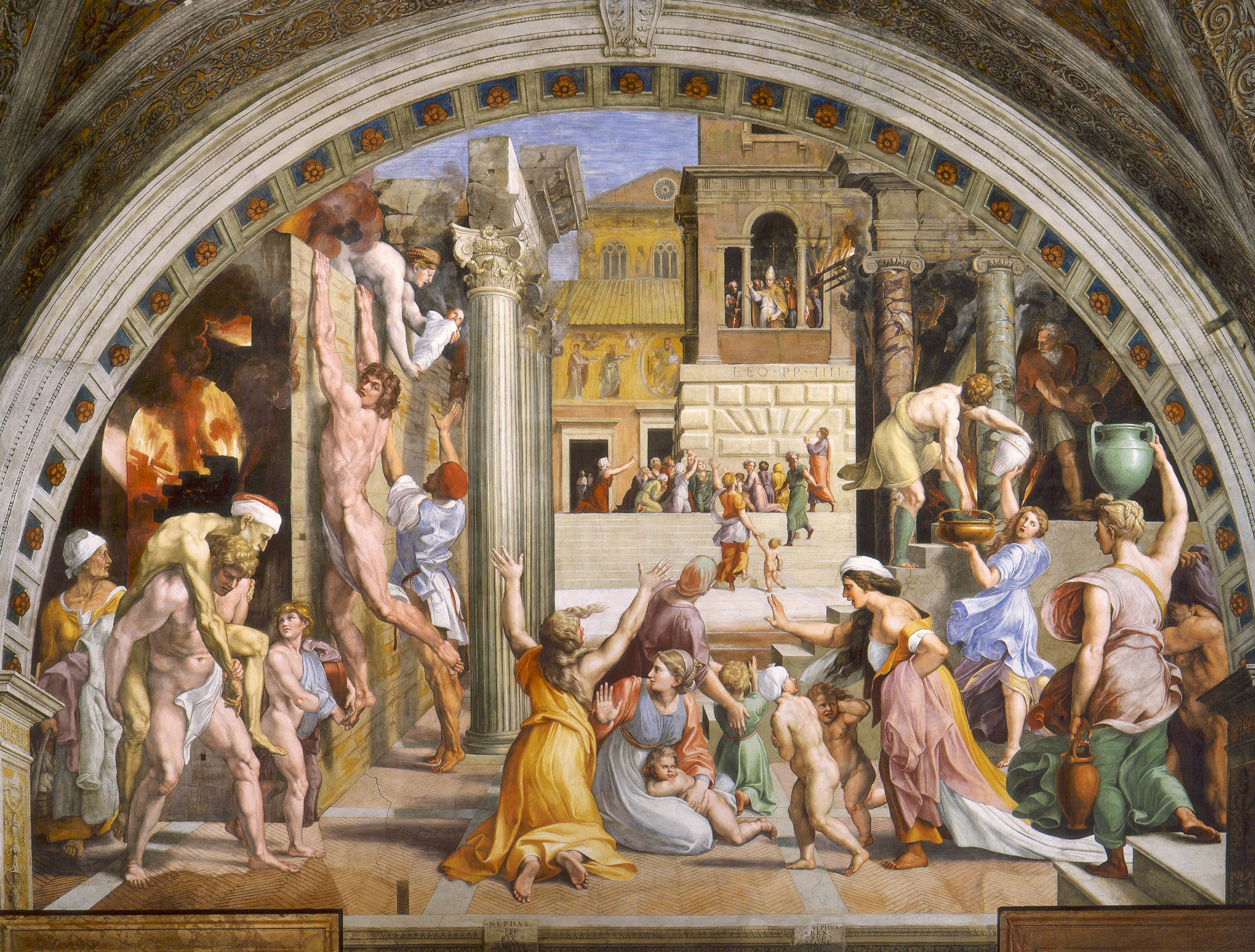
El incendio del Borgo, 1514

En 1828, Karl Briulov terminó el trabajo sobre los frescos de Rafael Sanzio titulados La escuela de Atenas, del palacio del Vaticano. Su experiencia de copiar una obra con varios personajes demostró ser invaluable para producir una composición pictórica como El último día de Pompeya. Otro fresco del Vaticano del mismo artista Rafael y sus alumnos, El incendio del Borgo, también tuvo una influencia significativa en Briulov. Los críticos de arte consideran que este trabajo dio el impulso de Briulov para la creación de los primeros bocetos y personajes de su futuro lienzo. Según el propio pintor, citado en sus memorias por el escultor Nikolai Ramazanov, «era necesario absorber 400 años de éxito del mundo de la pintura para poder crear algo suficientemente digno de las exigencias del siglo actual». Ramazanov también cita las siguientes declaraciones de Briulov: «Para pintar Pompeya todavía tenía muy poco talento y tuve que mirar cuidadosamente lo que los grandes maestros habían hecho». Para poder seguir a los antiguos maestros desde el principio de su proceso de trabajo, Briulov partió hacia Venecia y Bolonia. En Venecia quiso volver a ver las obras de Tiziano y Tintoretto, y en Bolonia se quedó un tiempo para copiar El éxtasis de Santa Cecilia, de Rafael.
Los retrasos que condujeron a aplazamientos en la realización de la gran tela, al final provocaron el descontento del cliente el príncipe Anatole Demidoff. En una carta a Demidoff fechada el 4 de septiembre de 1830, Karl Briulov escribió que había recibido información sobre la intención del cliente de cancelar el pedido de El último día de Pompeya si el trabajo en la obra todavía no había comenzado. El pintor señaló a Demidoff que, debido a circunstancias imprevistas, «en el lienzo no había nada más que el dibujo de un personaje; se acercaba el momento de terminar la obra prevista en el contrato, pero en realidad la finalización de la pintura estaba todavía lejos de estar terminada». Es posible que Briulov hubiera reducido un poco el progreso de su obra, ya que al mismo tiempo escribió al escultor Samuel Galberg que «la mitad de la pintura de Pompeya para Demidoff está terminada». En cualquier caso, en respuesta a la carta de Briulov, Demidoff le pidió que continuara su trabajo en la obra «tomando como fecha de finalización del contrato el plazo que el propio Briulov escogería a su conveniencia». El pintor Mikhail Jeleznov escribió a este respecto que «a finales de 1830 todos los personajes del cuadro estaban colocados sobre el lienzo y pintados en dos tonos», «todo este trabajo, se había hecho en dos semanas y había cansado al pintor hasta el punto de que había perdido todas sus fuerzas y todos sus miembros estaban temblando». Nikolai Ramazanov también notó que durante la realización de su pintura Pompeya, «Briulov estaba tan agotado que a menudo tenía que abandonar su taller».

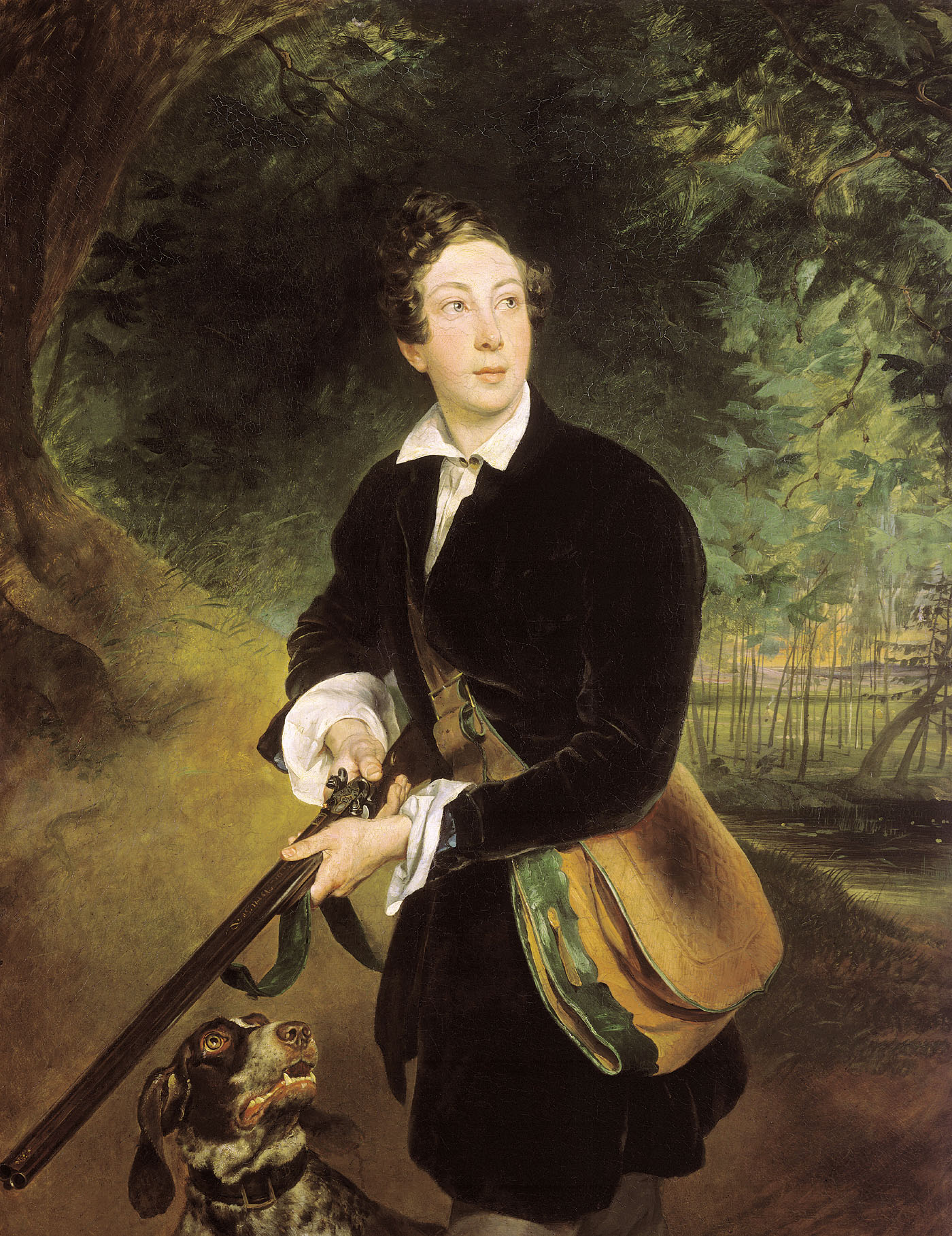
El escritor Alekséi Konstantínovich Tolstói por Karl Briulov.

En mayo de 1831, el escritor Alekséi Konstantínovich Tolstói fue a visitar el taller de Briulov y escribió en su diario: «Estábamos en casa del pintor Briulov que comenzó a pintar para el príncipe Demidoff una pintura del último día de Pompeya». En 1832, poco antes de su muerte, Briulov fue visitado por el escritor escocés Walter Scott, quien pasó varias horas frente al lienzo. Según el propio Briulov, el famoso escritor «se sentó toda la mañana frente al lienzo; ha entendido todo su espíritu», Después de eso, Walter Scott fue al pintor, le dio la mano y le dijo que esperaba ver una novela histórica, pero que había visto mucho más, toda una épica. Para Briulov, el apoyo del escritor fue muy importante no únicamente porque la concepción histórica de su pintura era reconocida por un novelista histórico, sino también porque recibió el reconocimiento de un escritor romántico, que logró entender el significado más profundo de su lienzo.
El trabajo de Briulov en El último día de Pompeya también fascinó al pintor Aleksandr Andréyevich Ivánov, el futuro autor de La aparición de Cristo ante el pueblo, que había estado trabajando en Roma desde 1830. Escribe a Briulov: «Tengo curiosidad por ver su pintura de la cual hablamos mucho, intenté varias veces venir a su taller, pero finalmente porque todos piensan que no podemos entrar a su casa sin invitación, decidí escribirle esta carta para preguntarle cuando puedo ver su trabajo». Piotr Bassine, otro pintor, también pudo ver El último día de Pompeya en el estado de croquis, y que le inspiró para su pintura Terremoto en Rocca di Papa cerca de Roma.
A principios de 1833, en una carta a la Sociedad para el Fomento de los Artistas, Aleksandr Andréyevich Ivánov escribió: «Briulov terminó su pintura y dejó sorprendida a Roma y hará lo mismo en Europa». Sin embargo, según el testimonio de Jacob Ianenko, artista residente en Roma, en la primavera de 1833, la obra de Briulov sobre su lienzo de Pompeya, seguía en curso. En una carta a Aleksandr Briulov fechada el 13 de abril de 1833, el pintor Ianenko escribe que el hermano de Aleksandr hace milagros y que su nueva pintura es una maravilla. Según Ianenko, Karl Briulov, se hace famoso entre los nuevos artistas. Todo el mundo quiere ver su nueva pintura en su estudio aunque no esté terminada. El pintor Mikhail Jeleznov recuerda que cuando terminó su trabajo sobre el gran lienzo, Briulov no estaba contento con él «según sus cálculos, los personajes realmente tenían que salir del lienzo, pero en el cuadro no tenían el relieve que él quería darles». Durante dos semanas Briulov fue a su taller para tratar de entender el error que había cometido. Más tarde, Jeleznov informó de las siguientes reflexiones de Briulov: «Me pareció que el rayo en la calzada era demasiado débil. Limpié las piedras cerca de los pies de un guerrero, y el personaje emergió del lienzo. Luego despejé todo el camino y vi que mi pintura estaba terminada».

## Después de la creación

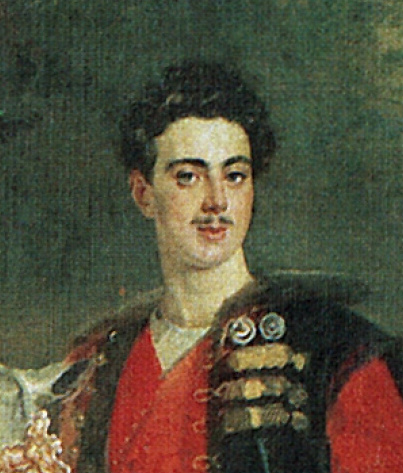
Retrato de Anatole Demidoff por Briulov en 1831-1832.

Cuando el trabajo sobre el lienzo se terminó por completo, Karl Briulov comenzó a mostrarlo en Roma en su taller en la Vía di San Claudio. El patrocinador, el príncipe Anatole Demidoff pagó por la pintura cuarenta mil francos franceses. La popularidad de la obra y su autor creció rápidamente: en ese momento, en lugar de escuchar el saludo habitual: "¿cómo estás?" en las calles y cafeterías de la capital se escuchaba la frase: «¿Has visto el cuadro El último día de Pompeya del que todos hablan en Roma?». El escritor Nikolai Rojaline, en una carta al crítico literario Stepan Chevyriov del 25 de agosto de 1833 escribe: «Tenemos en Roma un evento importante con la exposición de la pintura Briulov en su estudio. Toda la ciudad desfila y se queda maravillada». Según el relato del propio autor de la pintura, que aparece en las memorias de su alumno Appolon Moritsky, un día llegó a su estudio uno de los jefes de la escuela romana de artistas Vincenzo Camuccini, quien al final de varios minutos ante la imagen, se acercó a Briulov, lo abrazó y le dijo: «Dame un beso, Coloso!». El escultor danés que trabajaba en Roma Bertel Thorvaldsen escribió que «ningún artista contemporáneo puede pintar un lienzo así». El pintor Grigori Gagarin dijo que «el éxito de esta pintura de la destrucción de Pompeya fue, podemos decir, el único que existió en la vida de este artista». Según Gagarin, «esta gran obra provocó un entusiasmo ilimitado en Italia»; en diferentes ciudades del país, el autor organizó recepciones solemnes de la pintura, «le hemos dedicado poemas, la hemos llevado por las calles con música, flores y antorchas».

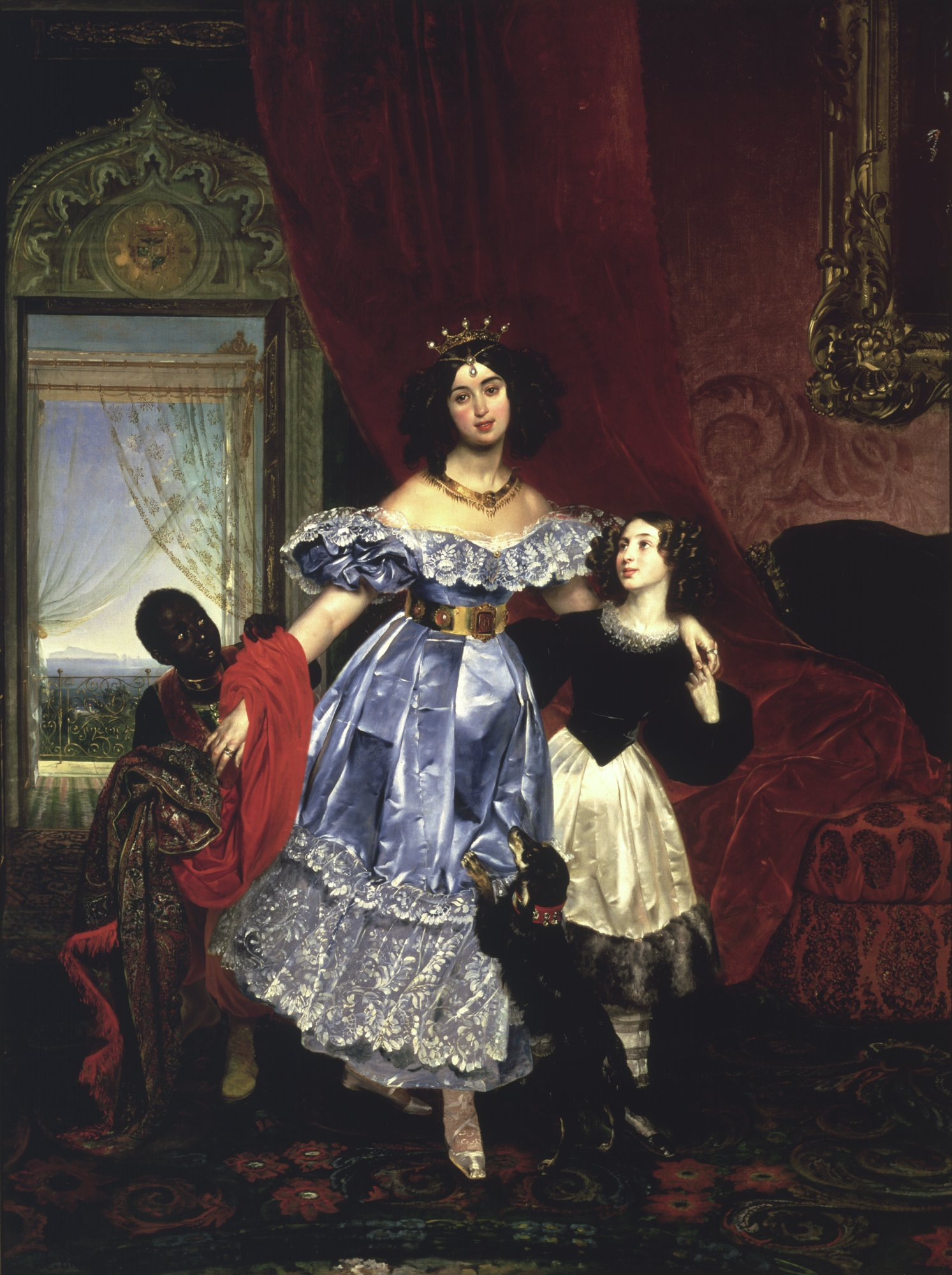
La condesa Samoilova con Giovanina Pacini por K. Briulov (1832-1834).

Desde Roma, la pintura fue transferida a Milán, donde se exhibió con éxito en 1833 en la Pinacoteca de Brera. La participación del lienzo de Briulov en la exposición fue permitida gracias a la condesa Julia Samoiolova; el crítico Vladimir Stasov tomando nota de los esfuerzos de la princesa para este propósito se refiere a la carta de Demidoff a su hermano en noviembre de 1833. "La reputación del artista surge de ello y comparamos su pintura con las de Rafael Sanzio, Miguel Ángel y Tiziano". Briulov recibió un diploma de honor de la Academia de Bellas Artes de Milán acompañado de una carta que decía: «Al nombrarlo como miembro de honor, la Academia ha aumentado el brillo de su reputación». Las Academias de Bolonia, Florencia y Parma también nombraron miembro honorario a Briulov.
Entusiasmado por el éxito excepcional de la pintura en Italia, su propietario, Anatole Demidoff, quería mostrarla en Francia. A través de sus esfuerzos, la obra de Briulov fue incluida en la Exposición de pintura y escultura del Salón de París, que se inauguró en marzo de 1834. Coincidiendo con El último día de Pompeya, el Museo del Louvre, que albergaba la exposición de los pintores franceses más famosos, exhibió: El martirio de San Sinforiano de Jean-Auguste-Dominique Ingres, La ejecución de Lady Jane Grey de Paul Delaroche, La batalla de Mario contra los cimbrios de Alexandre-Gabriel Decamps , La muerte de Poussin de François Marius Granet , El cuentista arabe  de Horace Vernet, Mujeres de Argel en su apartamento por Eugène Delacroix, y otros. El contenido de estas pinturas, como la de Briulov, era el tema del sufrimiento. En general, la recepción de la pintura en París de Briulov El último día de Pompeya fue menos entusiasta que en Italia. En particular, el autor del artículo en L'Artiste escribe que, en su opinión, la pintura de Briulov es demasiado grande, y la pintura parece estilísticamente retrasada veinte años, a pesar de que fue concebida con gran imaginación. La crítica publicada por la revista Débats fue incluso más negativa: «No hay inspiración en este trabajo, deja al espectador frío y sin interés». Según el crítico de la La Gazette de France, una de las razones de esta acogida bastante fría es que «la pintura muy bella de Monsieur Briulov llegó demasiado rápido a París después de la batalla de París». A pesar de estas críticas en la prensa, el trabajo de Briulov fue aclamado por el jurado del Salón que le otorgó la gran medalla de oro. Según la crítica de arte Esther Atsarkina, la pintura de Karl Briulov «fue muy apreciada por el jurado porque le llamó la atención la grandiosa naturaleza del evento retratado, por los sentimientos patéticos que surgen, por la veracidad de la situación descrita», creando así, una «impresión auténtica de una épica monumental».
En el verano de 1834, después del final de la exposición de París, por orden de Anatole Demidoff, la pintura fue empaquetada en una gran caja —las dimensiones de la pintura son 456,5 cm x 651 cm — que se cargó en el barco Zar Pedro y se envió desde Francia a San Petersburgo por mar. La pintura llegó en junio a San Petersburgo, junto con un marco de madera dorado. El propietario de la pintura tuvo que solicitar el paso libre del lienzo del marco y de la caja de empaquetado. El propio Demidoff, abrumado por el deseo incontenible de presentar la pintura a los críticos más eminentes, regresó por carretera a San Petersburgo y llegó allí incluso antes de la llegada del barco y el lienzo. El emperador Nicolás I de Rusia aceptó de buen grado la tabla de Briulov que Demidovff le ofreció y pidió que la exponga en el Museo del Hermitage, en el antiguo taller del artista inglés George Dawe, donde se instaló en agosto. A finales de septiembre del mismo año, la obra se mueve a una habitación separada de la Academia de Bellas Artes donde es accesible al público. G. Leonteva (Г. П. Леонтьева)  En una carta fechada el 12 de septiembre de 1834, Deminoff escribió a Briulov: «Presenté tu pintura al Emperador, quien la aceptó con gusto. <...> Es una pena que no estuvieras aquí tú mismo, cuando todos admiraban tu trabajo y tu genio extraordinario». Demidoff le recomienda que no se pierda la oportunidad de venir aquí sin miedo, añadiendo que se gana mucho con su presencia y que no será inútilmente.
La Academia de Bellas Artes informó a Briulov que si sus éxitos merecían el puesto de profesor de la academia, únicamente se le otorgaría el título de «Miembro de Honor Libre». Título que le daba derecho a usar el uniforme de profesor principal mientras permanecía en las filas de los consejeros titulares de la Tabla de rangos del Imperio ruso. La razón de la negativa de la Academia de otorgar el título de profesor a Briulov fue el hecho de que el tema de su pintura El último día de Pompeya fue una elección que era personal de él y no desde el programa académico. Según los estatutos de la Academia, el título de profesor podría volver a él una vez que se convirtiera en un distinguido jubilado que regresaría a su tierra natal después de una larga estadía en el extranjero y que luego sería incluido en el programa que el consejo le asignara. El 25 de septiembre de 1834, la junta de la Academia trató de solicitar y obtener de Nicolás I la autorización para otorgar a Briulov el título de profesor de manera excepcional, dada la calidad de su pintura Pompeya, que podía considerarse una de las creaciones más extraordinarias de Europa en la actualidad. El 29 de noviembre del mismo año, el ministerio de la corte imperial informó a la Academia que «el Emperador Soberano no otorgó permiso para otorgar al pintor Karl Briulov el título de profesor, ya que en el presente caso es necesario respetar el estatuto de la Academia». Pero el ministerio añadió querer expresar su buena voluntad para este artista de talento brillante, y que el emperador le concedió la Orden de Santa Ana de 3 ° grado, —(el decreto sobre esta atribución está fechado el 27 de noviembre de 1834—. El emperador Nicolás I ordenó que se le ofreciera a Briulov un anillo de diamantes.
El padre del pintor, el escultor Pavel Brioullo (1760-1833), murió en enero de 1833. Aunque nunca vio a su hijo Karl después de una larga separación, los rumores sobre su éxito, gracias a este gran lienzo de Pompeya, llegaron a él.
El hermano menor de Karl, llamado Iván, un artista que todavía era un principiante, murió el 27 de octubre de 1834 de tuberculosis, a la edad de unos 20 años. Poco antes de su muerte, mientras la pintura El último día de Pompeya, estaba empezando a verse en la sala de la Academia, amigos de Iván lo llevaron para mostrarle el lienzo de su hermano Karl. Según una descripción de la escena, «lo llevaron a través de una gran multitud que se hizo a un lado para dejarlo pasar en silencio».  Según otra descripción: «llevaron a Iván a un momento en que el público no estaba allí, en una silla de la enfermería de la Academia y lo instalaron frente al lienzo». Después de eso, Iván guardó silencio durante mucho tiempo, sentado frente al cuadro, y por primera vez en mucho tiempo, no tosió, sino que cerró los ojos y los abrió como si quisiera capturar la imagen del cuadro para conservarla en él.

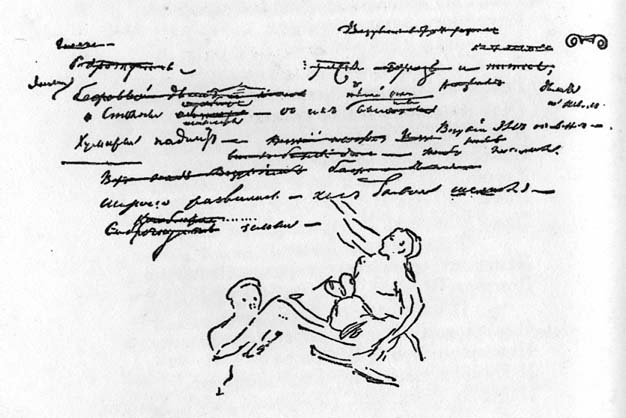
Borrador del poema de Aleksandr Pushkin:El cráter del Vesubio se ha abierto. (1834).

El lienzo de Briulov inspiró a poetas y escritores a crear obras en verso y prosa. Aleksandr Pushkin, cuando regresó de la exposición de 1834 donde había visto el lienzo expuesto, esbozó uno de los grupos de personajes del lienzo —el de un anciano llevado por sus hijos— bajo el cual escribió un poema. Bajo la influencia de la obra de Briulov, el escritor inglés Edward Bulwer-Lytton, escribió en 1834 la novela Los últimos días de Pompeya. El lienzo que el escritor vio en una exposición en Milán se convirtió en una de las fuentes de su impulso creativo, y los motivos cristianos de la novela están probablemente vinculados a la imagen del sacerdote representado en el lienzo por Briulov.
A pesar del éxito con la pintura que había sido adoptada en Rusia, esto no impidió que Briulov se impacientara por volver a su patria. Lo que hizo a finales de 1835: el 17 de diciembre llegó a Odessa desde Constantinopla en el barco del emperador Nicolás I. Como informaba el periódico Messenger of Odessa el 4 de enero de 1836, los habitantes de la ciudad esperaban ansiosamente ver a Briulov y su cuadro, cuyo nombre había adquirido tanta importancia entre los artistas europeos. En el mismo número del periódico, se describe la cena en la que participó el Gobernador General de Besarabia, Mikhail Vorontsov, y que cerró con un brindis diciendo: «Estamos encantados de ser los primeros entre nuestros compatriotas en asegurarles nuestro respeto y gratitud que todos los rusos sentirán ante El último día de Pompeya».
A principios de enero de 1836, —según otros datos en 1835— Briulov dejó Odesa hacia Moscú, donde pasó varios meses. En una cena celebrada en su honor por la Escuela de Pintura, Escultura y Arquitectura de Moscú el 28 de enero de 1836, el cantante barítono Nikolai Lavrov interpretó la canción Donde estaba el águila bicéfala, cuya letra era: «Traerás el trofeo de la paz / Contigo en la sombra paterna / Y este fue el último día de Pompeya / ¡Y el primer día de la pintura rusa!». El autor de la música fue el compositor Alexey Verstovsky, y el de los versos Yevgueni Baratynski.
Briulov permaneció unos meses en Moscú, luego, acompañado por Michel Zagoskine , va a San Petersburgo. A su llegada a la Academia de Bellas Artes, se organizó una recepción el 11 de junio de 1836. El solemne evento se describe en detalle en una carta del pintor Andrei Ivanov (exmentor de Briulov) a su hijo Andrey Ivanovich Ivanov, fechada el 8 de agosto de 1836. Según la carta de Ivanov, la mesa estaba preparada frente al lienzo El último día de Pompeya, "ante el cual a la distancia se extendía una valla para que no nos acerquemos a la pintura". Se realizó un brindis a Karl Briulov por su pintura que «glorificó en Europa el nombre de un pintor ruso».

## Acontecimientos posteriores
En 1851, la pintura que se conservaba en la Academia de Bellas Artes, se trasladó al edificio que acababa de ser construido del Nuevo Hermitage, donde fue instalado en la «sala de la escuela rusa». Durante su estancia en el Nuevo Hermitage la obra fue a menudo copiada por artistas estudiantes. Después de la muerte de Alejandro III de Rusia, el museo de Alejandro III se convirtió en el Museo Ruso y es donde el lienzo se conserva. El Museo Ruso se encuentra en el Palacio Mijailovsky, y el lienzo se encuentra en la misma sala que otras pinturas de Briulov, como El asedio de Pskov. En esta sala también se encuentran La serpiente de Aarón  y La muerte de Camille, hermana de Goratsia por Fiodor Bruni, Mártires cristianos del Coliseo de Constantino Flavitski, La aparición de Cristo a María Magdalena de Aleksandr Andréyevich Ivánov, La última cena de Nikolai Gay, y dos o tres pinturas de Iván Aivazovsky. Cabe señalar que en el Hermitage y después de la transferencia al Museo Ruso, la pintura de Briulov El último día de Pompeya estaba situada justo al lado de la Serpiente de Airain del ruso de origen suizo e italiano Fiodor Bruni. Alexandre Benois escribió: «Los dos colosos de la pintura rusa han encontrado su lugar en la misma pared <...> como si estos gigantes fueran realmente obras hermanadas entre sí». El historiador francés Louis Réau escribió:

Celoso del éxito de El último día de Pompeya, el pintor suizo-italiano Bruni construyó en 1838 una gran máquina bíblica: La serpiente de Aarón, que es incluso más hueca y soplada que su modelo.

La serpiente de Aarón y El último día de Pompeya
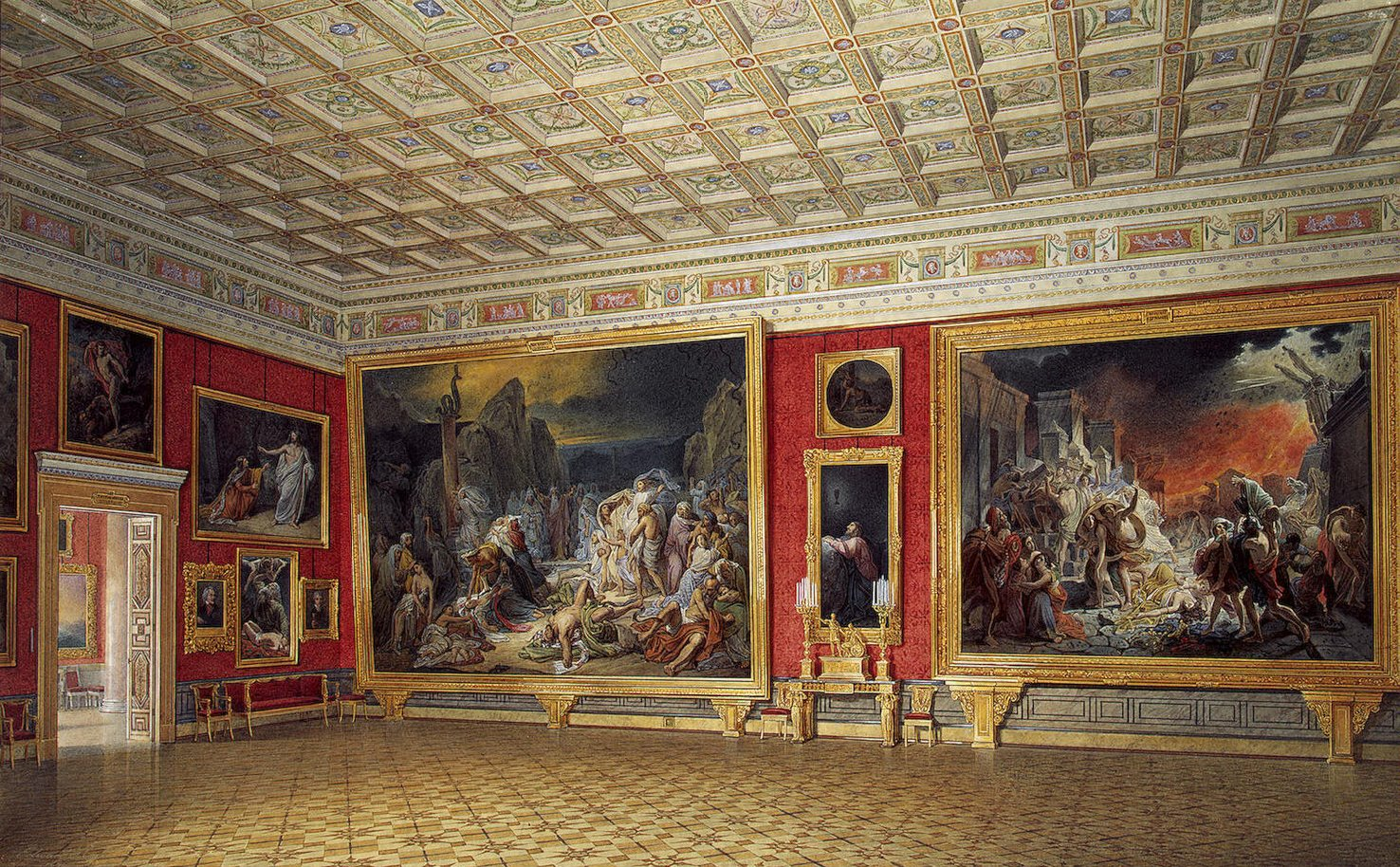
Eduard Hau en su obra Interiores del Nuevo Ermitage en la cual se aprecian las pinturas expuestas : La serpiente de Aarón obra de Fiodor Bruni y El último día de Pompeya obra de Karl Briulov
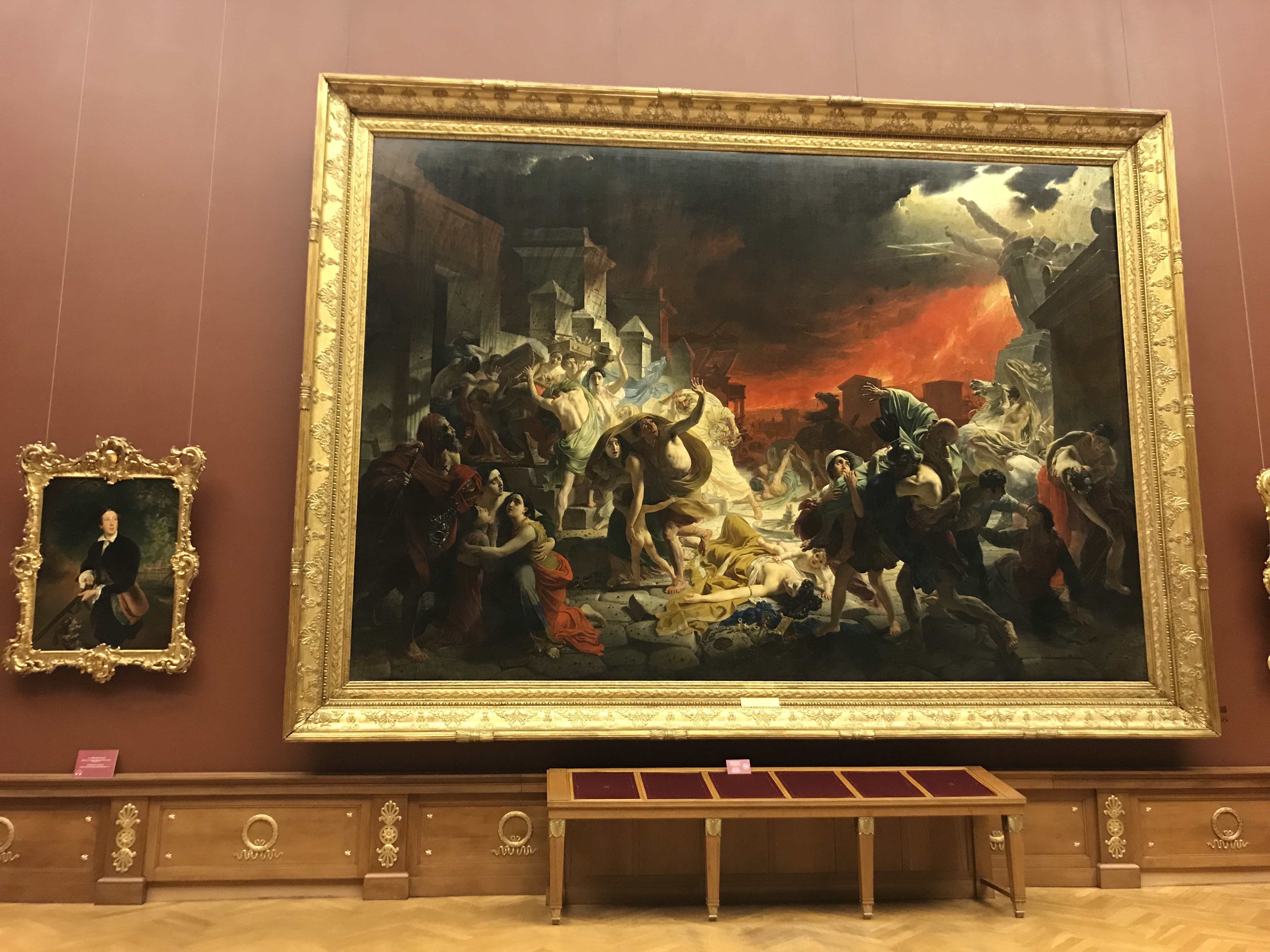
El último día de Pompeya en el Museo Ruso

En el momento de la Segunda Guerra Mundial, algunas de las pinturas de la colección del Museo Ruso fueron evacuadas. Para pinturas de tal tamaño como El último día de Pompeya, se prepararon troncos de árboles de 10 metros de largo y de un diámetro de 60 cm a 120 cm para envolverlas. Luego, estas telas enrolladas se protegieron en un marco de madera hecho de madera contrachapada y cubierto con piel de gamuza. El 1 de julio de 1941, los objetos del museo listos para la evacuación fueron enviados a la Estación Moskovsky (San Petersburgo) y luego por convoy especial escoltado por guardias militares a Nizni Nóvgorod, y finalmente por el Volga y Kama a Perm. Una vez allí, las pinturas y otras obras se colocaron en la galería de arte regional del óblast Molotov, hoy llamada Galería Nacionalde Arte de Perm, ubicada en los edificios de la Catedral de La Transfiguración en Perm. Después de la ocupación y la guerra, las obras fueron devueltas al Museo Ruso en cajas de madera que llegaron el 17 de abril de 1946 a Leningrado.
En 1995, tuvo lugar una importante restauración de la pintura. En el curso de este proyecto, el marco se duplicó en un nuevo lienzo, se reforzó la pintura al óleo, se regeneró la laca vieja y se tiñeron los tintes, se eliminaron las impurezas de los bordes y los parches adhesivos en la parte posterior del lienzo. Esta restauración tuvo lugar en el salón de columnas del edificio Benoit, donde se colocó el lienzo. El trabajo de restauración es obra de un grupo de restauradores del Museo Ruso, entre los que se encuentran la presencia de Irina Korniakova, Alexander Minine y Evgeni Soldatenkov.
La pintura El último día de Pompeya se encuentra en la sala n.º 14 del Palacio Mijailovsky, donde hay otras pinturas Briullov así con unas pocas de Iván Aivazovsky como la Novena ola.

## Descripción

### Tema y composición
La pintura representa los sucesos de Pompeya en el momento de la catastrófica erupción del Vesubio. El lugar elegido por Briulov para el desarrollo de la escena es la Calle de los Sepulcros (Strada dei Sepolcri), que visitó en 1827. El firmamento está cubierto de nubes de tormenta negras que descargan piedra pómez, y en el horizonte brilla un resplandor rojo sangre, la oscuridad en el cielo está surcada por largos rayos penetrantes. Los temblores provocan el derrumbe de los edificios.

Edificios desplomándose en un contexto de relámpagos y rayos del volcán en erupción (detalle).

La gente está tratando de escapar de la naturaleza salvaje, en medio de gritos, oraciones y gemidos. La tragedia revela sus sentimientos y la esencia del alma humana en tales circunstancias. Algunos personajes se convierten en personificaciones de generosidad: ante el peligro muestran sentimientos exaltados, devoción, coraje y amor. Entre ellos, dos hijos llevan sobre sus hombros a un padre lisiado, un joven intenta convencer a su anciana y agotada madre de que huya con él. Una madre y sus dos hijas arrodilladas permanecen inmóviles: su fe en Dios es tan fuerte que ponen toda su fuerza en la oración. Junto a ellas, un sacerdote cristiano mira sin miedo lo que está sucediendo frente a él. Una familia intenta superar su miedo huyendo. Un joven novio, olvidando el peligro, mira la cara muerta de la novia aun con la corona de flores de la ceremonia nupcial. El personaje en el centro de la pintura es una mujer que ha caído y yace inconsciente mortalmente herida mientras su pequeño hijo continúa a su lado. Muchos grupos de personajes están en los escalones de la tumba de Escauro y se puede reconocer al pintor Briulov en medio de ellos, ya que quería representarse a sí mismo en el lienzo. También hay personajes negativos, como ese sacerdote pagano que huye asustado y un ladrón que recoge las joyas caídas.
A pesar de que la mayoría de los personajes están representados por Briulov semidesnudos, las ropajes juegan un papel importante en el contorno de su silueta. La ropa de tela ligera de los sujetos cae en pliegues ondulados, lo que permite delinear claramente los contornos de sus cuerpos. El uso de los pliegues de las ropajes atestigua un buen conocimiento por parte de Briulov de las obras maestras del arte antiguo; por otra parte, una serie de bocetos iniciales de la tabla muestran la influencia directa que desempeña el antiguo arte de jarrones de cerámica. En el curso de la realización de la pintura, la posición de cada personaje y la naturaleza de las vestiduras utilizadas se representaron incluso con más precisión. De acuerdo con Era Kuznetsova, «Es únicamente a través de su arduo trabajo que el artista ha logrado transmitir los sentimientos de grandeza y belleza que todavía nos seducen hoy».
Para la construcción de la composición de su lienzo, Briulov utiliza el academicismo. Los personajes se dividen en grupos distintos que se organizan respetando el equilibrio de acuerdo con la masa de los otros grupos. Además, según los cánones académicos, el pintor utiliza una estricta alternancia de planos: las figuras en primer plano tienen formas escultóricas convexas, que sobresalen frente a la silueta de los personajes ubicados al fondo. Los colores también fueron elegidos de acuerdo con los mismos principios. Para el primer plano sombreado, el artista utiliza tonos densos como rojo, azul, naranja brillante, marrón. Para el fondo, usa semitonos pasados, incluyendo azul pálido, verde claro y amarillo dorado. El contraste entre las áreas sombreadas del lienzo y las iluminadas, da a la composición un cierto dinamismo. El carácter innovador de Briulov se expresa en la audacia con la que trata el problema de la representación de las llamas rojas del volcán y la luz blanca del rayo.
En la composición de la pintura, el artista se aleja también de las tradiciones y estándares del clasicismo: la acción se desarrolla no únicamente en primer plano sino también más profundamente en la pintura; no todos los grupos de personajes forman el triángulo clásico. Asume así características que son antiguas, las del clasicismo y las nuevas, las del romanticismo.

## Personajes

### Una mujer con su hijo caídos de un carro

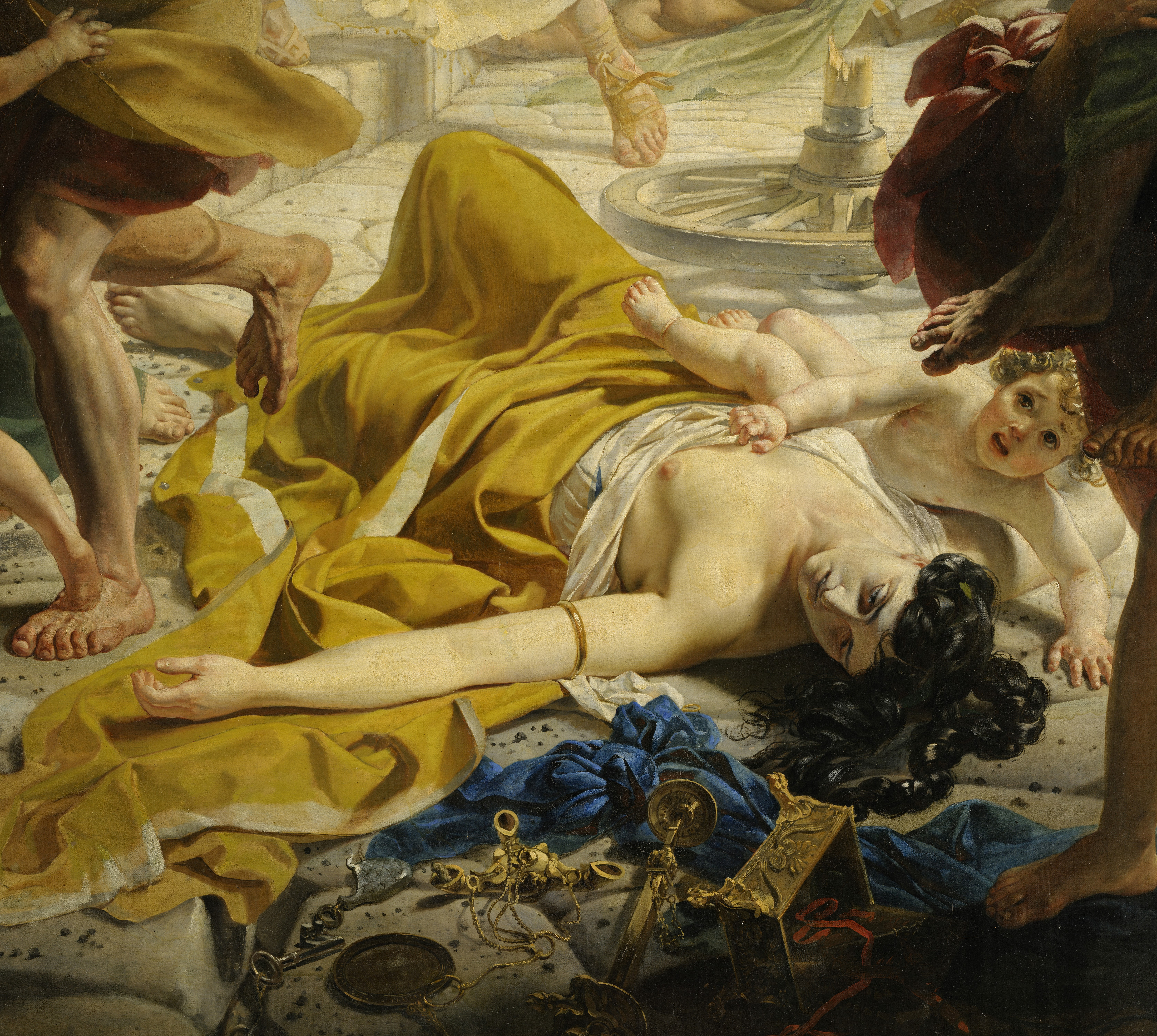
Una mujer con su hijo caídos de un carro.

La joven que se cayó de un carro con su hijo es el grupo más central en la versión final del lienzo. Durante mucho tiempo, Briulov intentó encontrar una variante en este grupo central de la composición. En una primera versión, la pintura representaba a un ladrón apoyado en el cuerpo de la mujer muerta para robar sus joyas. Luego, el ladrón fue reemplazado por una niña, pero en la versión final ha quedado la imagen de la madre muerta con su hijo vivo. El propio pintor describe este grupo en una carta a su hermano Teodoro en marzo de 1828: «... En medio de la pintura, una mujer que cayó al suelo y perdió el conocimiento; su bebé está cerca de su pecho, pero ya no lo sostiene la mano de su madre, se aferra a su ropa y mira en silencio el cuerpo sin vida; detrás vemos la rueda rota del carro del que cayó la joven». Según algunas fuentes, para representar a la mujer muerta, quien sirvió de modelo fue la condesa Yulia Samoïlova.
Según la crítica de arte Galina Leonteva, la mujer que cayó de su carro en medio de la pintura simboliza la belleza pero también el fin del mundo antiguo; al mismo tiempo, el niño que se arrastra junto al cuerpo de su madre «puede ser percibido como una alegoría del nuevo mundo que debe desarrollarse sobre las ruinas del viejo mundo». La historiadora Alla Verechtchaguina remarca que el niño, con sus rizos dorados, ocupa el centro de la composición, y que su madre con su manto amarillo brillante y su chal azul (en que llevaba envueltos objetos personales que han quedado esparcidos) representa el centro de los colores del lienzo. Según Verectchaguina, «las recetas clásicas no resolverían el problema que plantea el centro de la imagen con la pareja de la madre muerta y un niño vivo», «el romanticismo revela deliberadamente la oposición entre la vida y muerte y revela las intenciones del pintor».

### Plinio y su madre

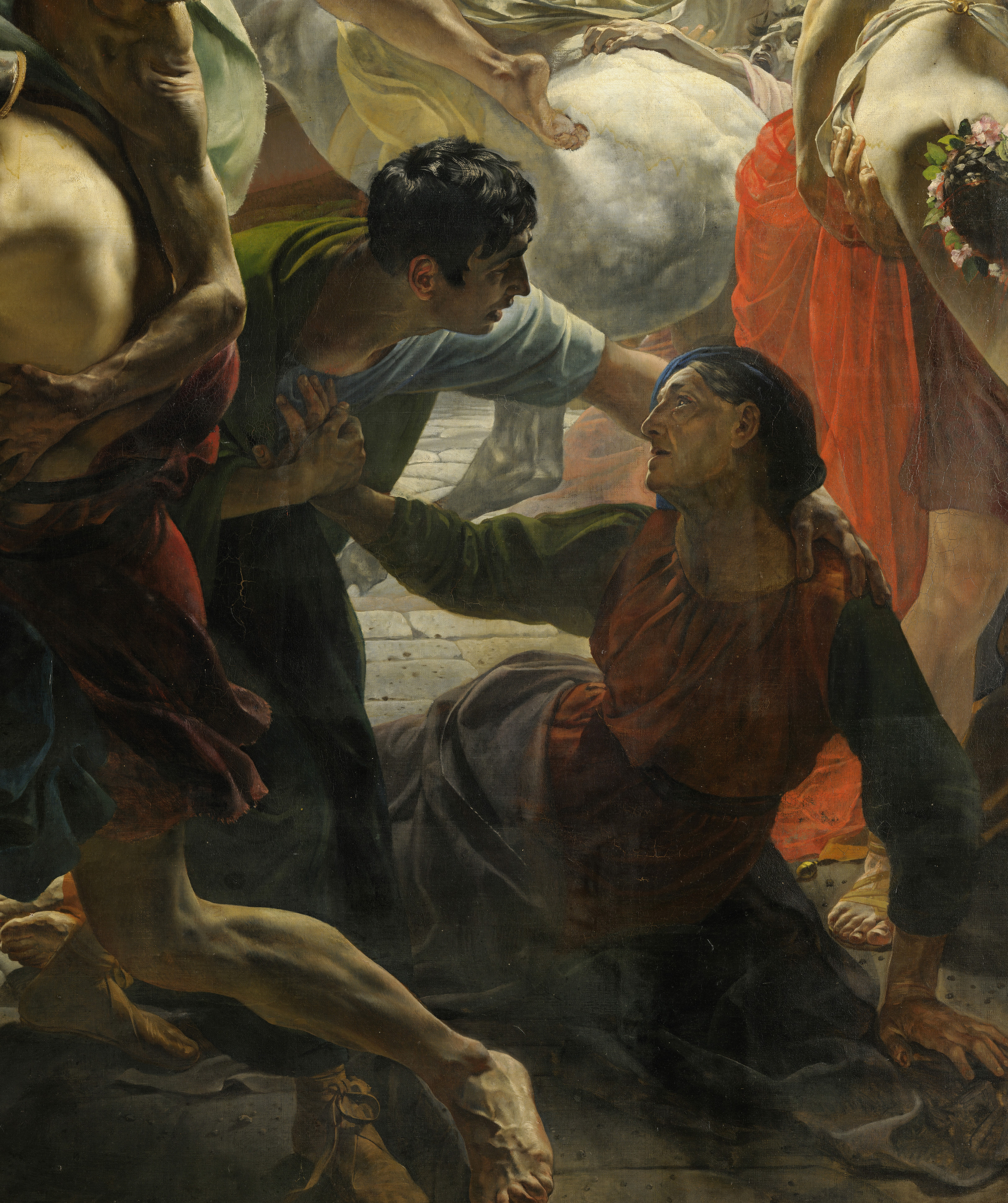
Plinio y su madre.

El grupo de Plinio y su madre fue tomado por el pintor bajo la influencia de la lectura del testimonio de Plinio el Joven que describe los acontecimientos de Pompeya al historiador Tácito. A pesar de que Plinio estaba en Miseno, situado a decenas de kilómetros de Pompeya, para aumentar el efecto dramático de su pintura, Briulov se permite desviarse de la verdad histórica de los hechos. Al describir este grupo en una carta a su hermano Teodoro, escribe: «... presento un episodio que le sucedió al propio Plinio: la madre de este último, debilitada por su avanzada edad, no está en un estado de huir y le ruega a su hijo que se vaya solo. Pero el hijo usa toda su fuerza para llevarla con él.» Este episodio ocurrió en Cabo Miseno, como dice Plinio en una carta a Tácito. Briulov lo ubicó en Pompeya, a varios kilómetros de distancia para representar un ejemplo de amor filial entre los diferentes grupos de su lienzo.
El grupo de Plinio y su madre es uno de los primeros en aparecer en los bocetos del pintor. En las primeras versiones de la composición, el grupo se representaba en la izquierda, mientras que en las variantes sucesivas que siguieron se mueve gradualmente más y más a la derecha. El pintor representó a Plinio el Joven tratando de persuadir a su madre exhausta para que huyera con él y si su destino es morir, morir juntos. Por un lado, un hijo arriesgando su vida que no puede abandonar a su madre a la muerte y, por el otro, una madre rogando a su hijo que salve su propia vida. Incapaz de reflejar completamente las emociones y el juego de sentimientos en el rostro de Plinio y la madre, el pintor transmite el diálogo dramático al reproducir los gestos de los personajes. El movimiento de la mano de la vieja madre empujando al joven hijo que quiere abrazarla es una hermosa expresión del sacrificio materno.
Según la crítica de arte Olga Liakovskaïa, las cabezas de Plinio y su madre están representadas con mucha naturalidad e inspiradas en las de los italianos contemporáneos de Briulov. La imagen de la madre es un ejemplo típico del carácter y la energía de una mujer italiana de avanzada edad. Según Galina Leonteva, el grupo de Plinio y su madre es la escena más dramática y expresiva de la pintura.

### Los hijos que llevan a su padre

Los hijos que llevan a su padre recuerdan la imagen de Eneas llevando Anquises.

Un grupo formado por un hijo soldado y uno más joven con un padre anciano apareció relativamente rápido en los bocetos de la pintura de Briulov. Al principio el grupo era muy grande, por lo que cuando el lienzo fue avanzado el artista cambió el principio de su idea. Briulov describió este grupo en una carta a su hermano Teodoro: «Entre el grupo formado por Plinio y su madre y el sacerdote pagano, vemos a dos jóvenes pompeyanos, cargando sobre sus hombros a su viejo padre...». Según la historiadora del arte Olga Liakovskaya para representar esta escena del padre llevado por sus hijos Briulov utilizó los principios de la construcción de grupo de la tela de Tintoretto Traslación del cuerpo de San Marcos.
Los hijos llevan a su padre inválido sobre sus hombros, olvidando su propio destino, temiendo únicamente por la vida de su progenitor. Aunque la cabeza de este está medio en las sombras, el gesto de su mano levantada con los dedos separados, expresa su miedo y compensa la ausencia de expresión en su rostro medio oculto. Los hijos que llevan a su padre hacen movimientos rápidos, como lo demuestra el espacio entre las piernas de uno de ellos durante una carrera. Sin embargo, según la crítica de arte Magdalena Rakova, en el lienzo este grupo parece congelado e inmóvil. La diferencia entre los movimientos de los dos hijos se debe al hecho de que Briulov quiere dar a cada personaje una personalidad y una actitud individual. Esto es particularmente visible en sus piernas: «musculosas, cansadas por los largos paseos que se exigen a los soldados, finamente renderizadas, las piernas de los jóvenes». Según Olga Liakovskaya, la cabeza del más joven tiene una vida excepcional: «se dibuja con un relieve extraordinario, casi en el centro del lienzo y atrae la atención del espectador con sus ojos suaves, negros y vivos».

### La madre con sus dos hijas

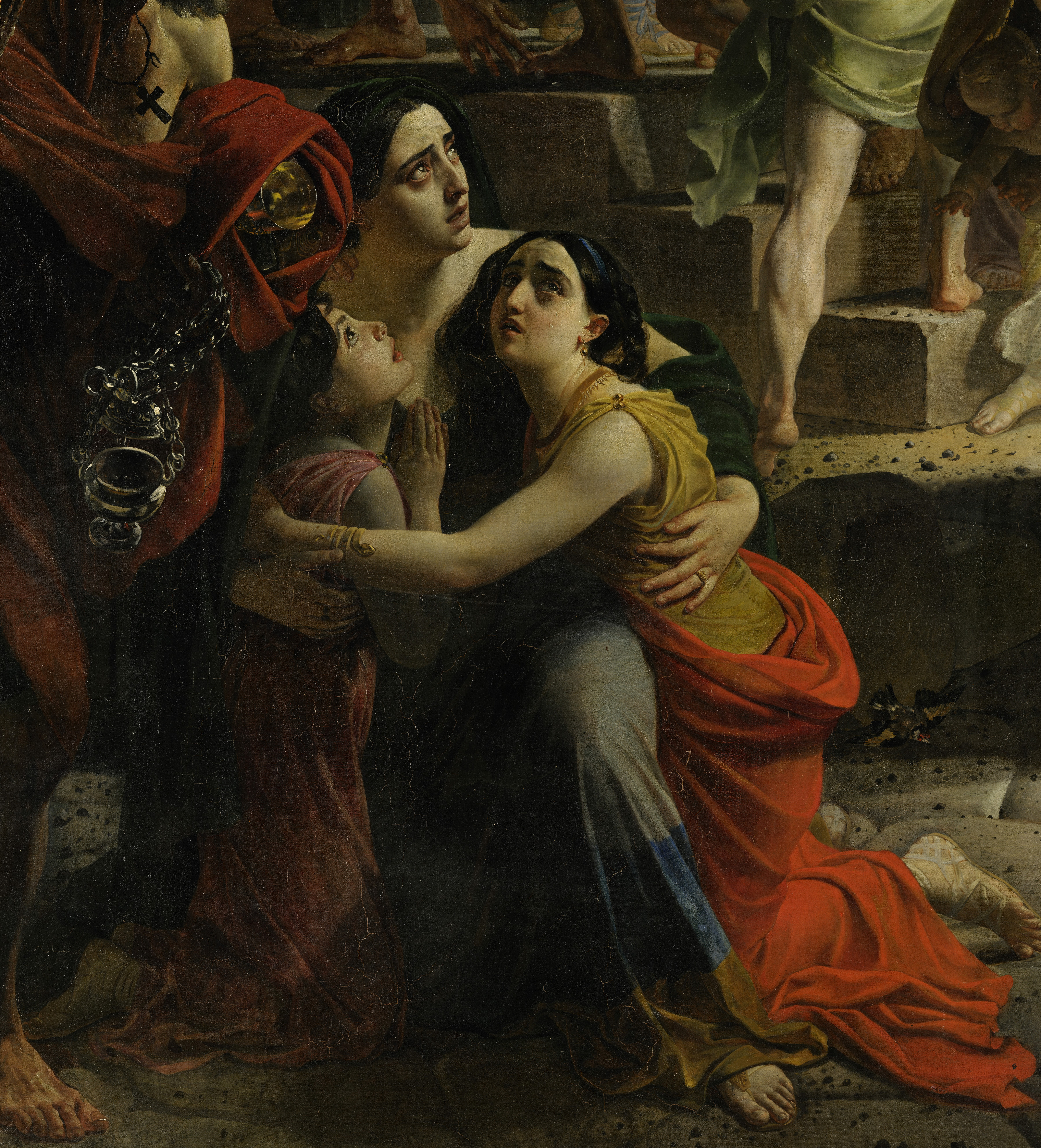
La madre con sus dos hijas.

El grupo de la mujer con sus dos hijas, como el de Plinio con su madre, es uno de los primeros en aparecer en los bocetos de Briulov. En las primeras variaciones de la composición, la madre alzaba los brazos hacia el cielo y sus hijas estaban en el fondo y se mostraban desde atrás. Consciente de lo que este grupo de personajes podía aportar a todo el cuadro, el pintor lo trasladó al primer plano, a la vez que modificaba los gestos y la posición de la madre y de las hijas. El artista describe este grupo en una carta a su hermano Teodoro: «A la derecha, pongo a la madre y a sus dos hijas de rodillas —sus esqueletos fueron encontrados en esta posición en las ruinas—».
La crítica de arte Magdalena Rakova destaca la sencillez de la composición y la claridad del conflicto psicológico de este grupo madre-hijas. Según ella, este grupo se construye como un triángulo isósceles típico de la composición clasicista, logrado de manera magistral sin sacrificar la precisión de los bordes del triángulo. La unificación de este grupo se logra mediante el amplio y tierno gesto de la madre de abrazar a sus hijas con sus manos. El movimiento se cierra con la mano izquierda de la niña abrazando a la hermana menor. Rakova también subraya la similitud de este grupo con el antiguo motivo de Níobe (hija de Foroneo) y sus hijos heridos con flechas por Artémisia —Diana en la mitología romana— y Apolo. (Diana y Apolo atravesando a los hijos de Níobe con sus flechas)
La crítica Olga Liaskovskaya señaló que la apariencia de la madre recuerda a la de la condesa Yulia Samoïlova en cuya imagen parece haberse inspirado Briulov para varios de sus personajes femeninos. Galina Leonteva considera que los rasgos de la condesa Yulia Samoïlova se encuentran no únicamente en la apariencia de la madre sino también en la de la hija mayor. Algunos autores creen que las hijas del cuadro de Briulov podrían ser las heroínas de otra pintura de este mismo autor titulada La amazona (1832) que son Giovannina y Amatsilia, las hijas adoptivas de la condesa Yulia Samoïlova.

### Los recién casados
El grupo del novio con el cuerpo de la novia sin vida en sus brazos, interrumpida su ceremonia nupcial por el desastre, se introduce entre los últimos en los temas del cuadro. Colocado en la parte derecha del lienzo de Briulov, representa una de las escenas más tristes del cuadro. Muestra que hay momentos en la vida en los que «la montaña es más poderosa que el miedo a la muerte»: sin prestar atención a los relámpagos, ni a los derrumbes, ni a los gritos de la gente que le rodea, el novio mira sin cesar el rostro pálido de la novia que acaba de morir, las flores que forman una corona en su cabello todavía no se han marchitado.
La historiadora del arte Olga Liskovskaya señala que, a diferencia de los demás personajes, la figura de la novia está dispuesta de forma muy atrevida desde el punto de vista de la perspectiva, debido al ángulo que forma con sus hombros.

### Un pompeyano refugiando a su familia bajo su manto

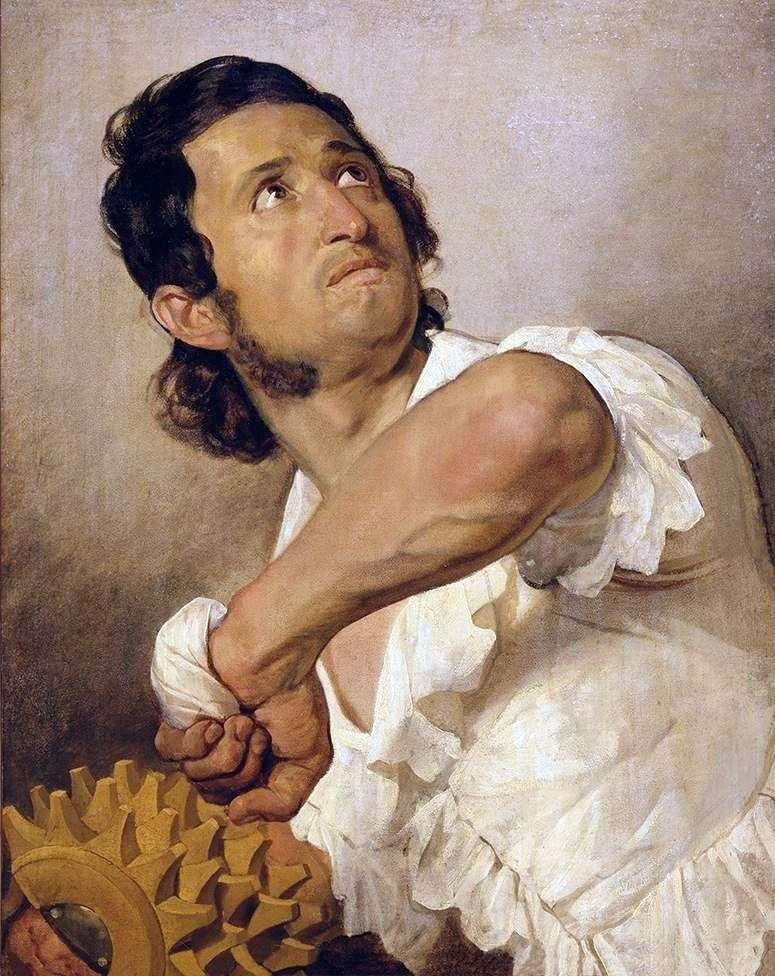
Karl Briulov. Retrato de Domeniko Marini (1828—1830, Museo-reserva de Novgorod) (pintura al óleo 62 cm 50 cm, es probablemente el mismo modelo que el de El último día de Pompeya protegiendo a su familia con un manto.

En una carta a su hermano Teodoro, el pintor describe el grupo familiar que se encuentra al pie de las escaleras de la tumba de Escauro de la siguiente manera:«....la familia huye para encontrar refugio en la ciudad: el marido se cubre con su capa y a su esposa. Ella sostiene a un bebé en su brazo derecho y con su mano izquierda trata de proteger al niño mayor que camina entre sus padres.»
Este grupo apareció en una primera etapa de la realización del lienzo. Encontró el lugar que le convenía directamente en la composición, por lo que el artista no tuvo que moverlo. Sus movimientos y la expresión de su estado de ánimo son expresados con igual fuerza por el pintor. La boca del hombre permanece abierta y expresa el horror de estos momentos. El modelo para el padre fue el lanzador de peso y jugador italiano, Domeniko Marini. Su retrato fue pintado por Briulov en 1829 y ahora se encuentra en el Museo-reserva de Novgorod.
Una inscripción en el reverso del lienzo en italiano indica que se trata del: «Retrato del famoso jugador Domenico Marini, pintado por Karl Briulov, pintor ruso que vivió en Roma en 1829». Magdalena Rakova señala que la figura del padre que protege a su familia con su capa debe, según la intención de Briulov, ser tomada en un rápido movimiento. Sin embargo, en el lienzo parece petrificada y en una posición de pie inestable. El hombre es representado de pie sobre su pierna derecha, como si siguiera corriendo, justo después de pasar sobre el cuerpo de una mujer en el suelo. Pero todavía parece inmóvil como los otros miembros de su familia.

### El sacerdote pagano y el cristiano
En una carta a su hermano Teodoro, Karl Briulov describe la representación del sacerdote pagano de la siguiente manera: «A la derecha de la mujer que cayó en el camino, un sacerdote quita objetos de culto y sacrificio cubriéndose la cabeza y corriendo en una dirección indeterminada....». En las primeras composiciones, Briulov había colocado el personaje de este sacerdote en los escalones del sepulcro, y luego lo había movido a la derecha. En los últimos bocetos, este sacerdote está más representado en el fondo. Su figura pierde así la importancia que tuvo en las primeras variantes de la composición.
El sacerdote cristiano es una de las últimas figuras en la reconstrucción de la composición. Se para frente a la madre con sus dos hijas en el extremo izquierdo del lienzo, de modo que esa parte de su cuerpo queda cortada por el borde del cuadro. Su aspecto muestra una mezcla de rigidez y determinación en el movimiento que lo trajo a este lugar de la calle de los Sepulcros. Este sacerdote es «uno de los pocos personajes del cuadro que, sin miedo, vuelve su rostro y sus ojos hacia los relámpagos y la catástrofe», como si estuviera «dispuesto a entrar en un duelo contra los elementos furiosos».
Según Alexei Savinov, las imágenes del sacerdote pagano y el cristiano simbolizan respectivamente la puesta de sol del Viejo Mundo y el amanecer de los nuevos tiempos: «... no es casualidad que el sacerdote pagano huya confundido, con la cabeza cubierta, mientras que el nuevo sacerdote cristiano se dirige al lugar del desastre con una antorcha y un quemador de incienso en las manos, satisfecho de ver las estatuas de las divinidades paganas que están cayendo».

### Grupo sobre los escalones del sepulcro de Escauro
Karl Briulov describe esta parte de la composición en una carta a su hermano:«....al fondo del grupo de la madre y sus dos hijas, podemos ver a un grupo subiendo las escaleras que conducen a la tumba de Escauro, protegiendo sus cabezas con un taburete, el otro con un jarrón, todos son objetos recogidos del museo». En la multitud que se encuentra en los escalones de la tumba, hay dos movimientos opuestos. Por un lado, los que trataron de escapar bajo el techo de la tumba y que están tratando de salir, ya que se asustaron al ver el derrumbe de los elementos del edificio al otro lado de la calle. Por otro lado, la gente se dirige hacia ellos, que, los que por el contrario, todavía están tratando de encontrar refugio en la tumba. En el rellano de arriba, donde los dos flujos opuestos de personas se empujan, un personaje medio calvo y codicioso se inclina hacia adelante y recoge monedas de oro en los escalones. Incluso en un momento tan terrible, su única meta es el atractivo de la ganancia que no puede resistir. En el lado derecho del grupo, en las escaleras, donde se detienen los movimientos opuestos de la multitud, aparece el pintor con su caja de pinceles y accesorios en la cabeza rodeado por dos mujeres jóvenes. Una sostiene una lucerna en sus manos y mira ansiosamente al cielo, y la otra lleva en su cabeza un fino velo flotante de color azul claro y suelta la jarra que sostenía sobre la cabeza con ambas manos en alto.

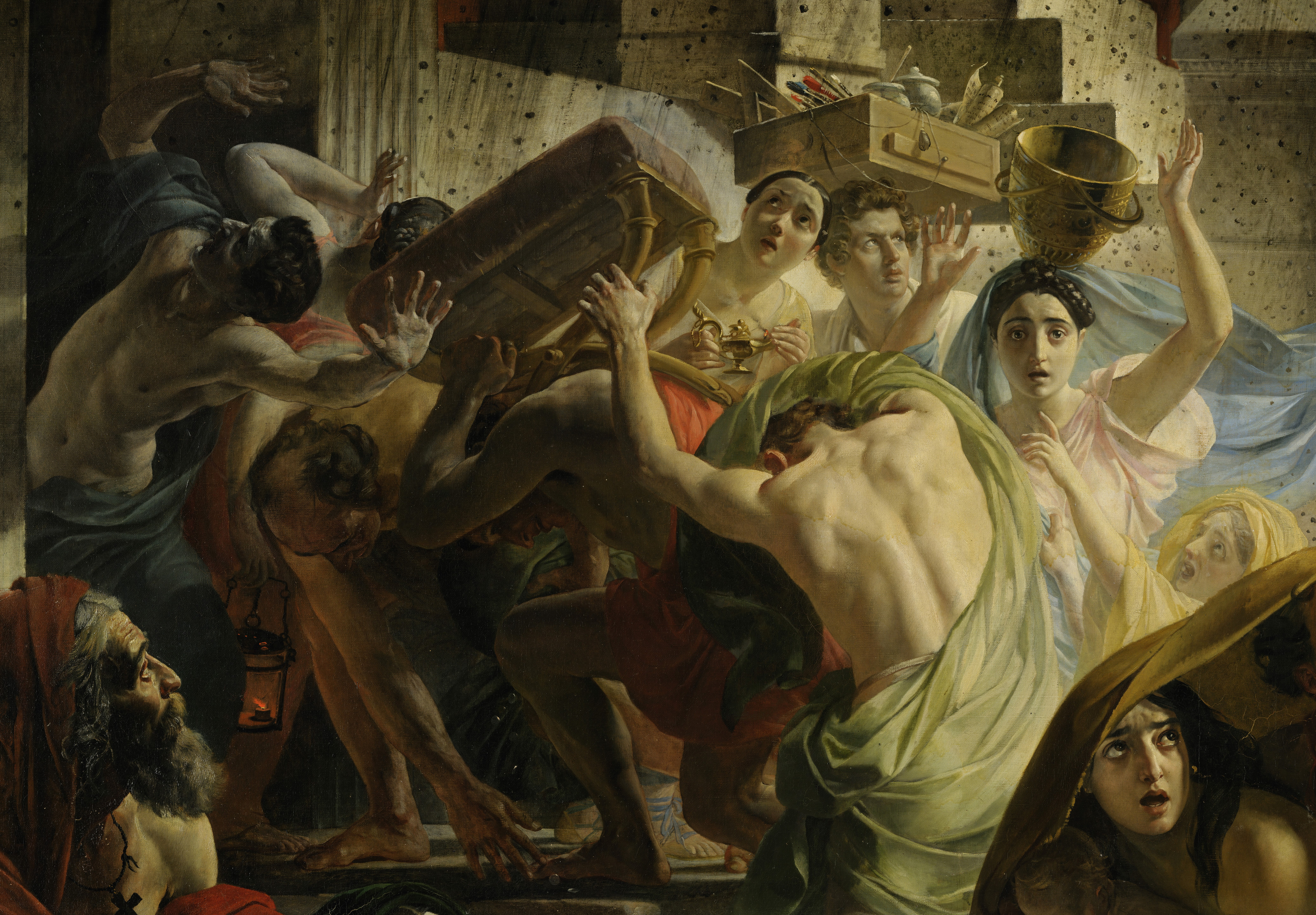
Grupo sobre los escalones del sepulcro de Scaurus.

Según la crítica de arte Galina Leonteva, la gente en las escaleras del sepulcro de Escauro no puede ser dividida. Todos ellos forman un grupo común o todos actúan de forma concertada, pero «cada uno para sí mismo». Un pompeyano sube los escalones levantando una pesada silla sobre su cabeza con la que intenta protegerse de la caída de piedras. Otro hombre ya se ha metido por la entrada, es uno de los primeros, pero con pánico vuelve sobre sus pasos y mira el dintel que hay sobre él. A la derecha de la entrada hay tres personajes, dos mujeres jóvenes y un hombre joven. La mujer con una jarra en la cabeza es la única de los personajes del cuadro que mira al espectador a los ojos. Su mirada triste y conmovedora atestigua que «su destino está claro, el destino de la ciudad también, el destino de toda la gente que la rodea, baja los brazos y su jarra cae al suelo». El artista, autor del lienzo, detrás de ella mira al cielo en llamas:«....En este fatídico momento no abandonó lo que más le gustaba, a saber, su caja con sus pinceles y sus potes de colores». El artista con sus pinceles y la joven con su jarra en la cabeza son los personajes últimos introducidos en la composición del lienzo de Briulov. La historiadora del arte Olga Liaskovskaya planteó la hipótesis de que la joven mujer con jarra habría tenido como modelo para el pintor la famosa Vittoria Caldoni, que más tarde se convirtió en la esposa del pintor ruso Grigori Laptchenko. Galina Leonteva, por su parte, ve los rasgos de esta joven como los de la amiga de Briulov, la condesa Yulia Samoilova.

Autorretratos de Karl Briulov
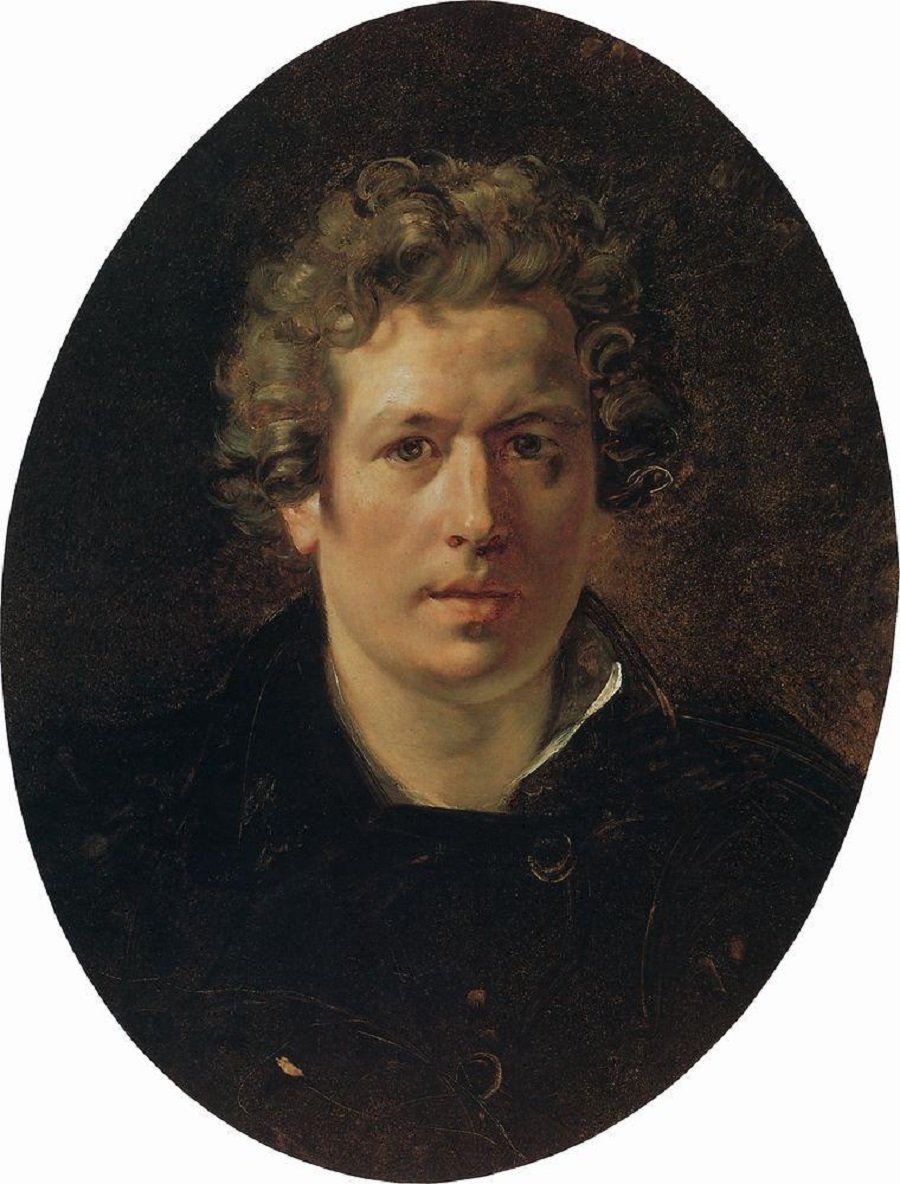
Autorretrato de Briulov, en el Museo Ruso (1833).
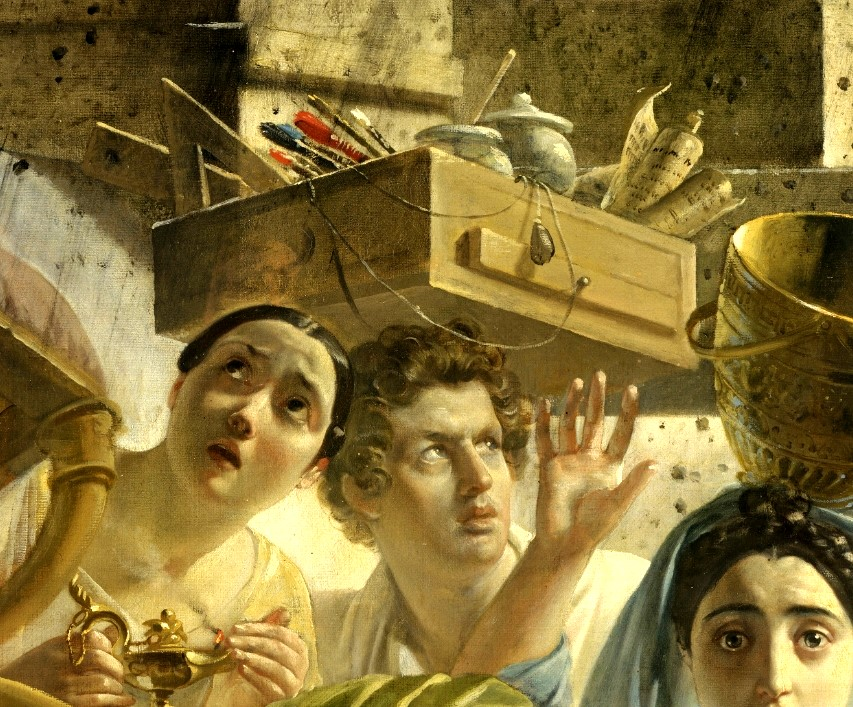
Detalle en El último día de Pompeya del "autorretrato" del artista.

Madeleine Rakov observa que la imagen del artista con su caja llena de pinceles se acerca al Autorretrato de Brioulov de 1833 en el Museo Ruso, no únicamente por las características faciales, sino también por la interpretación del carácter del modelo. Según Rakova, Briulov se representa a sí mismo con el mismo estado de ánimo en ambas pinturas: se encuentra en una situación tensa y esto se expresa tanto en el juego de los músculos faciales como en una iluminación muy brillante.
Según la crítica de arte Marina Choumova, la introducción del Autorretrato de Briulov en la composición es un detalle muy romántico, ya que «el artista se convierte de alguna manera en cómplice de la representación del acontecimiento y todo lo que sucede en el lienzo pasa por el prisma de su propia experiencia visual».

### Otros personajes

Otros personajes
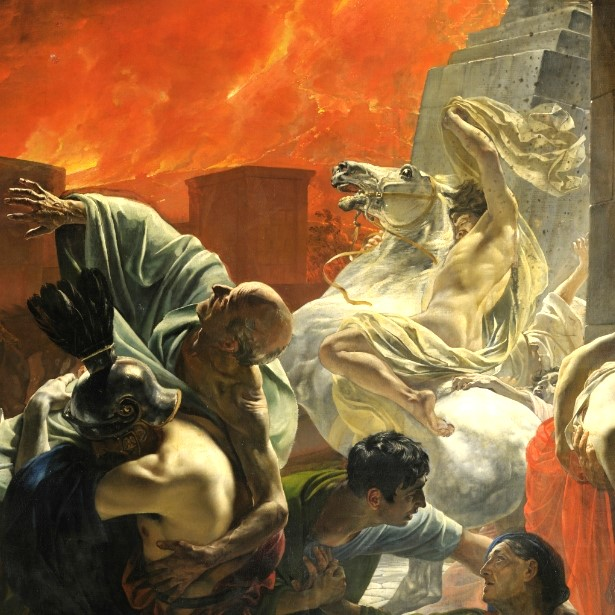
Los cuerpos del jinete y el caballo están unidos ante las fuerzas de la naturaleza.
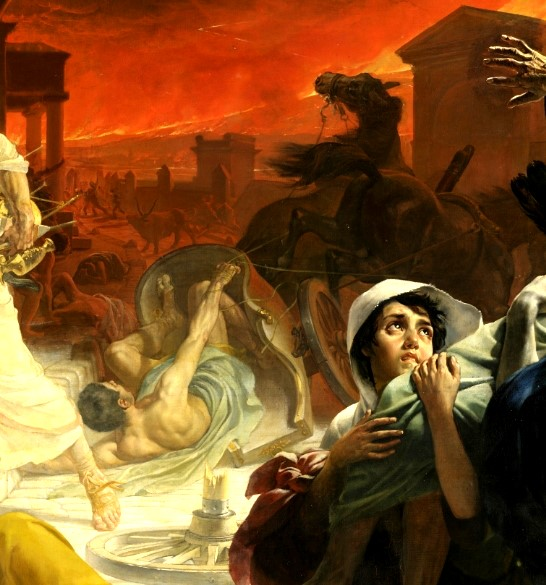
Los caballos del carro volcado se hunden hacia el fondo de la escena donde el caos es mayor.

El jinete sobre el caballo blanco que se encabrita, representado en el lado derecho del lienzo, es una de las figuras más tardías de la composición del lienzo de Briulov. Parece que el grupo fue añadido para equilibrar la composición del plano medio del lienzo. La brusca elevación de su mano izquierda refleja la exaltación de sentimientos y pasiones. Así, más que los demás personajes, está en comunión con los elementos desencadenados.
En el centro de la composición, detrás de la mujer tendida en el suelo hay una rueda rota y más allá el carro que sigue su camino con una única rueda con su cochero arrastrado por el suelo aun manteniendo las riendas, mientras los caballos indefensos continúan su viaje hacia un puente.

## Bocetos, estudios, ensayos

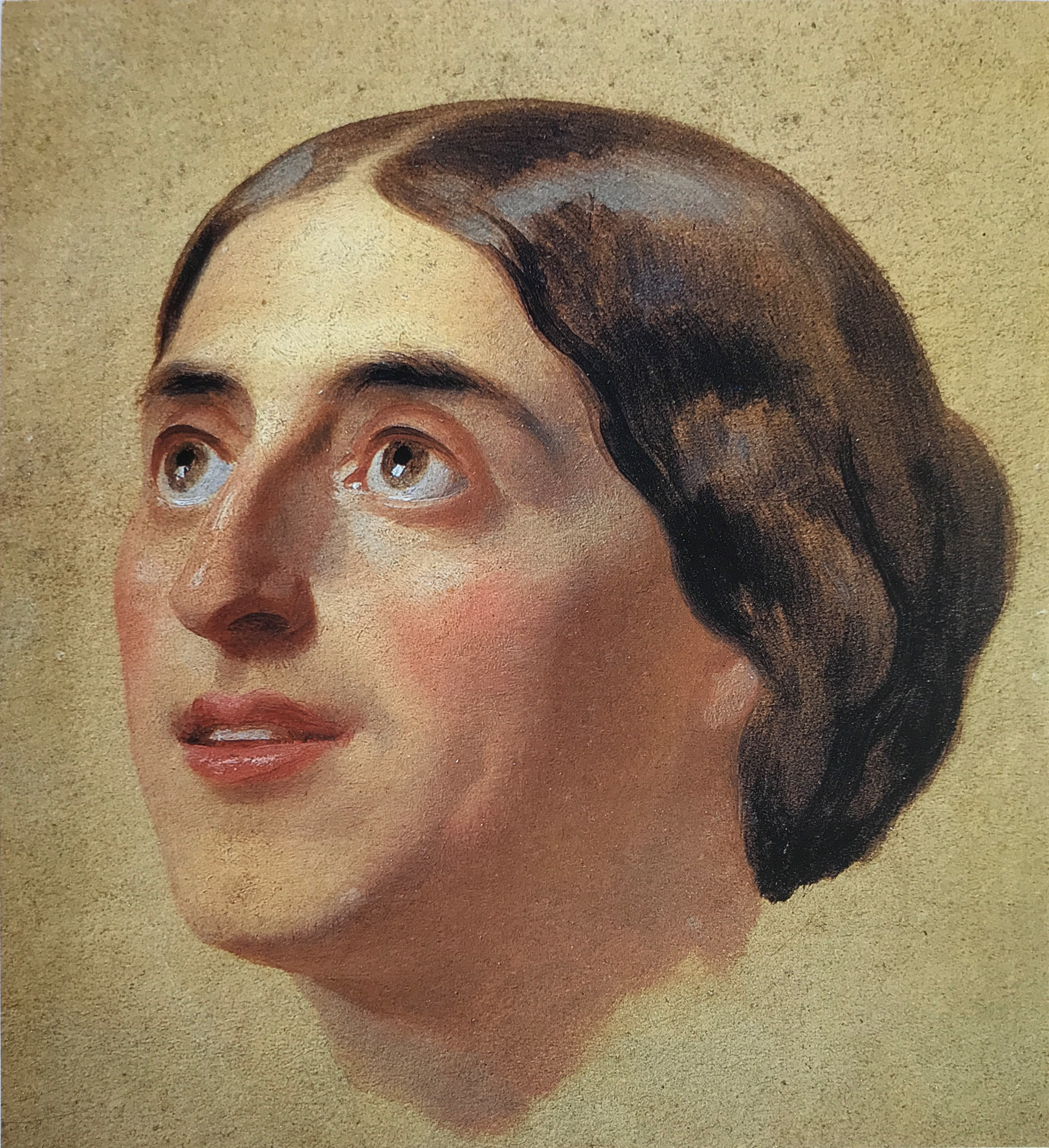
Cabeza de modelo para El último día de Pompeya. Museo Ruso.

El Museo Ruso conserva el álbum de Briulov con sus primeros bocetos para El último día de Pompeya, clasificados sin ningún orden por el pintor. Sin embargo, junto con los estudios, estos bocetos proporcionan información adicional sobre el trabajo de Briulov en la composición de su pintura, y sobre la posición de los diferentes grupos de personajes. Otro álbum de bocetos del artista para este cuadro se encuentra en las colecciones de la Galería Tretiakov. También se incluyen tres dibujos gráficos, fechados entre 1828 y 1830. Entre ellos uno de los primeros bocetos para el lienzo (papel bistre, pluma, 15,5 × 18,9 cm, n.º de inventario 11733), de la colección de Ilya Ostroukhov. El segundo dibujo de la colección de la Galería Tretiakov se describe como una variante de un boceto (papel, tinta, pincel, pluma, bolígrafo, 17,5 × 24,4 cm, n.º de inventario 15734), también de la colección Ostrukhov. El tercer dibujo de la Galería Tretiakov también se describe como una variante de un boceto y fue adquirido por Pável Tretiakov a más tardar en el año 1893 (papel sobre cartón, sepia, tinta, bolígrafo, grafito, lápiz, 51 × 71,9 cm, n.º de inventario 3175). Además, en las colecciones del Museo Ruso se conserva un boceto gráfico realizado con sepia, y otro en la colección del Museo Histórico de Bellas Artes de la Ciudad de Múrom (papel, lápiz, 65,5 × 89 cm,  n.º de inventario М-7267.Г-176).
Uno de los bocetos creados por Briulov antes de la realización de su pintura se conserva en el Museo Ruso (papel sobre cartón, óleo, 58 × 81 cm, n.º de inventario Ж-5081), este boceto está fechado en 1828, y Karl Briulov lo recuerda en una carta a su hermano Teodoro: «Es un boceto encargado por la condesa Razumovskaya».
En el Museo Ruso hay otro boceto de la pintura «una de las primeras variantes del desarrollo del tema», que data de finales de los años 1820 (papel sobre cartón, óleo, 17,5 × 19,7 cm), (n.º de inventario Ж-7867), y también una Cabeza de modelo (papel sobre lienzo, óleo, 17,2 × 17,2 cm, n.º de inventario Ж-11809) introducida en 1992 por V. Tarassov. En las colecciones de la Galería Tretiakov se conserva un boceto al óleo y a lápiz italiano sobre lienzo (58 × 76 cm, 1827-1828, (n.º de inventario Ж-11015), adquirido en 1929 al Museo Ilya Ostroukhov. En la Galería Nacional de Arte de Perm se conserva un boceto (del 1828 al 1986 estaba en una colección privada).

Bocetos y estudios
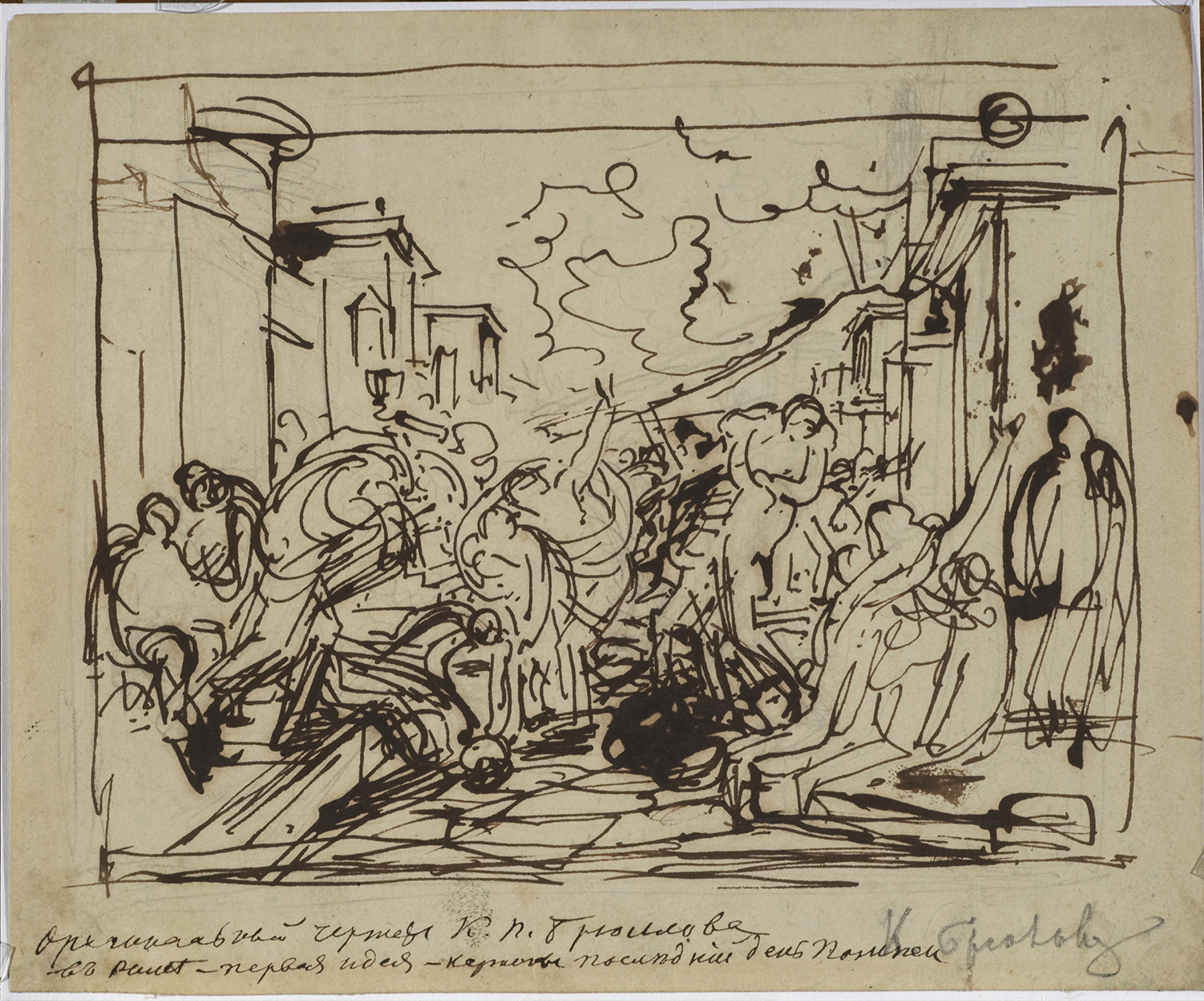
Boceto 1 (Galeria Tretiakov).
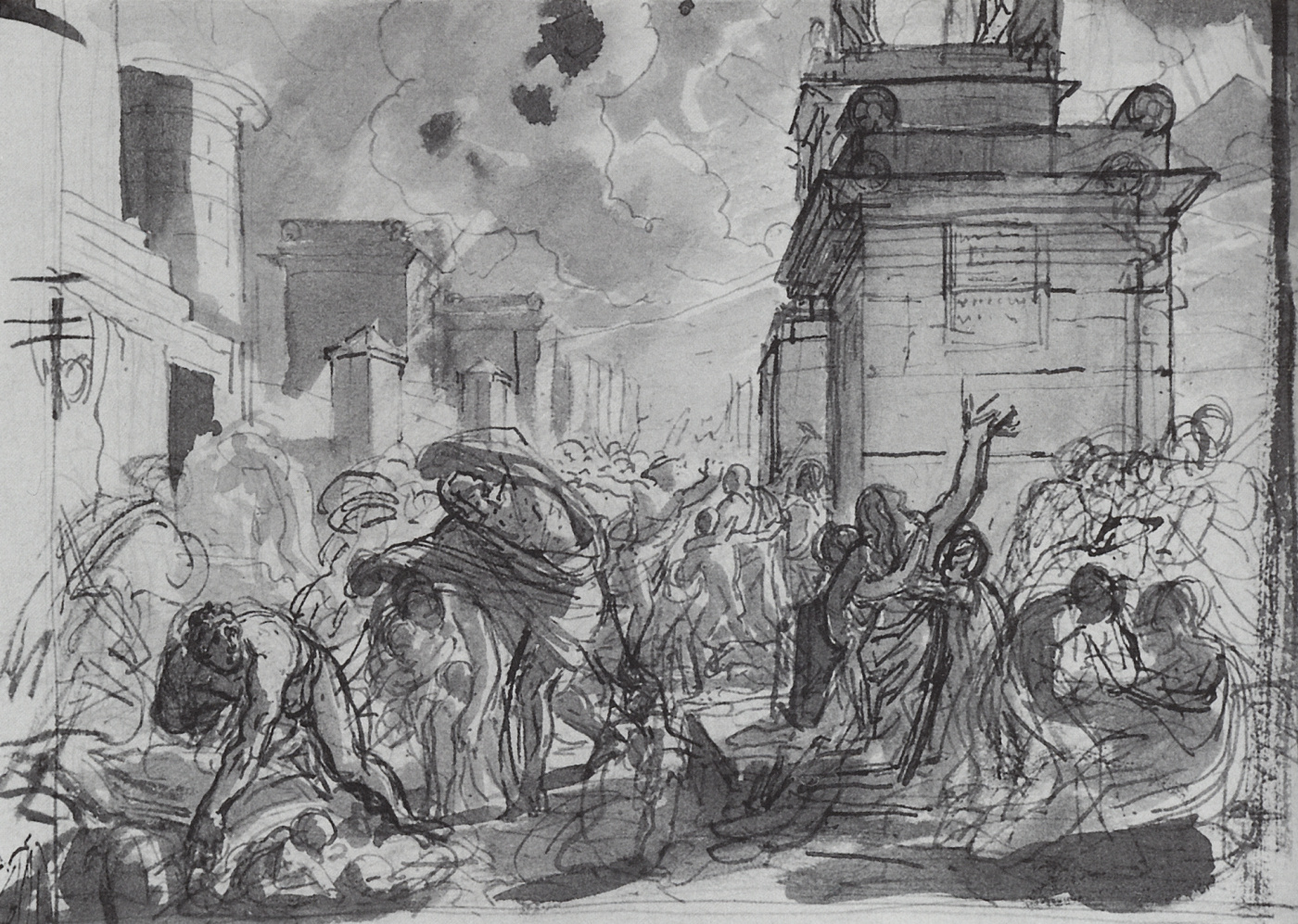
Boceto 2 (Galeria Tretiakov).
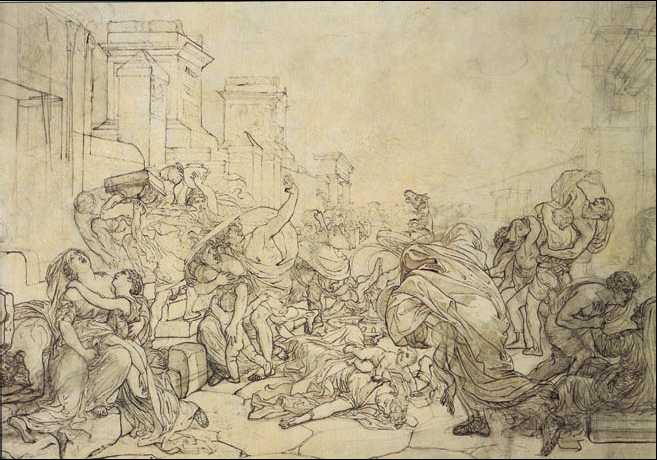
Boceto3 (Galeria Tretiakov).

Bocetos en color
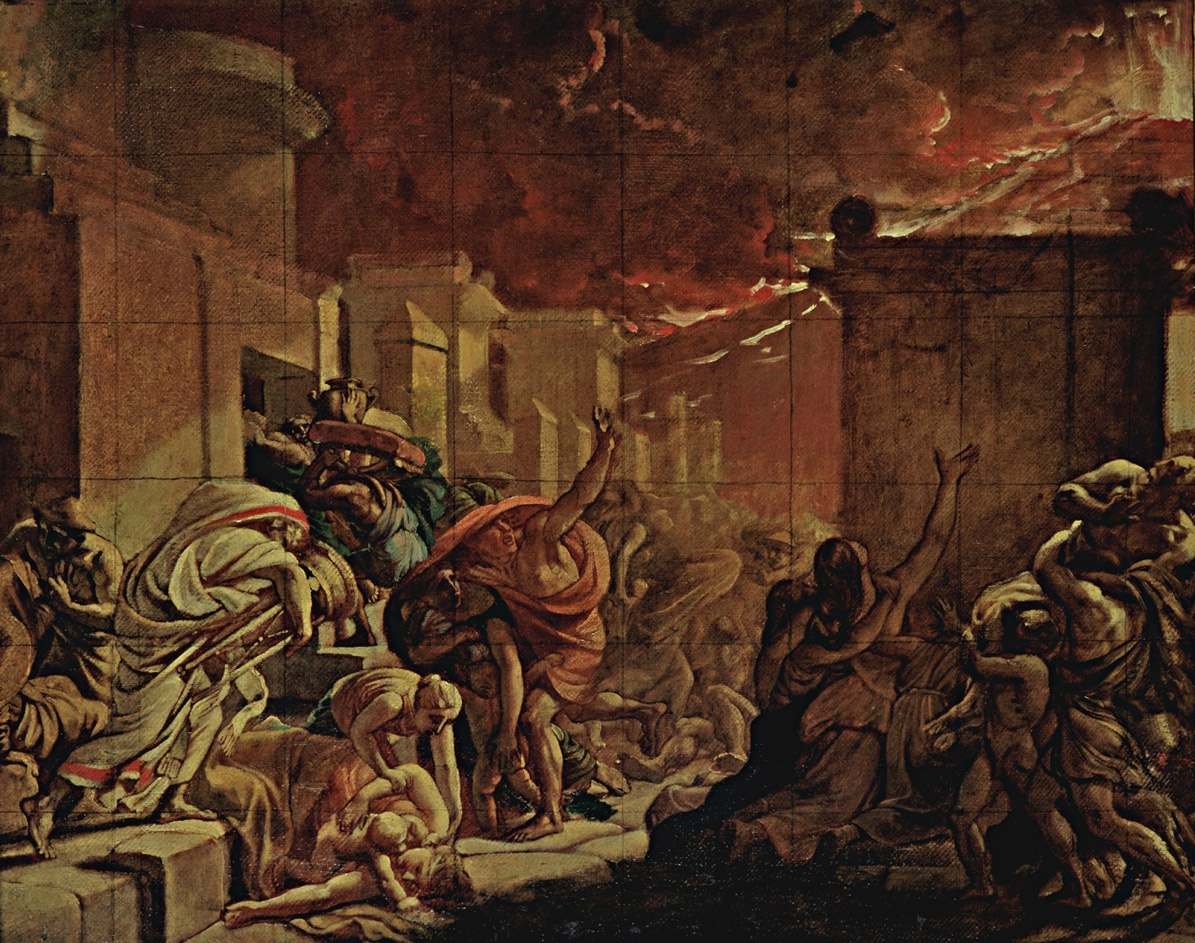
Boceto de 1827-1828 (Galeria Tretiakov).
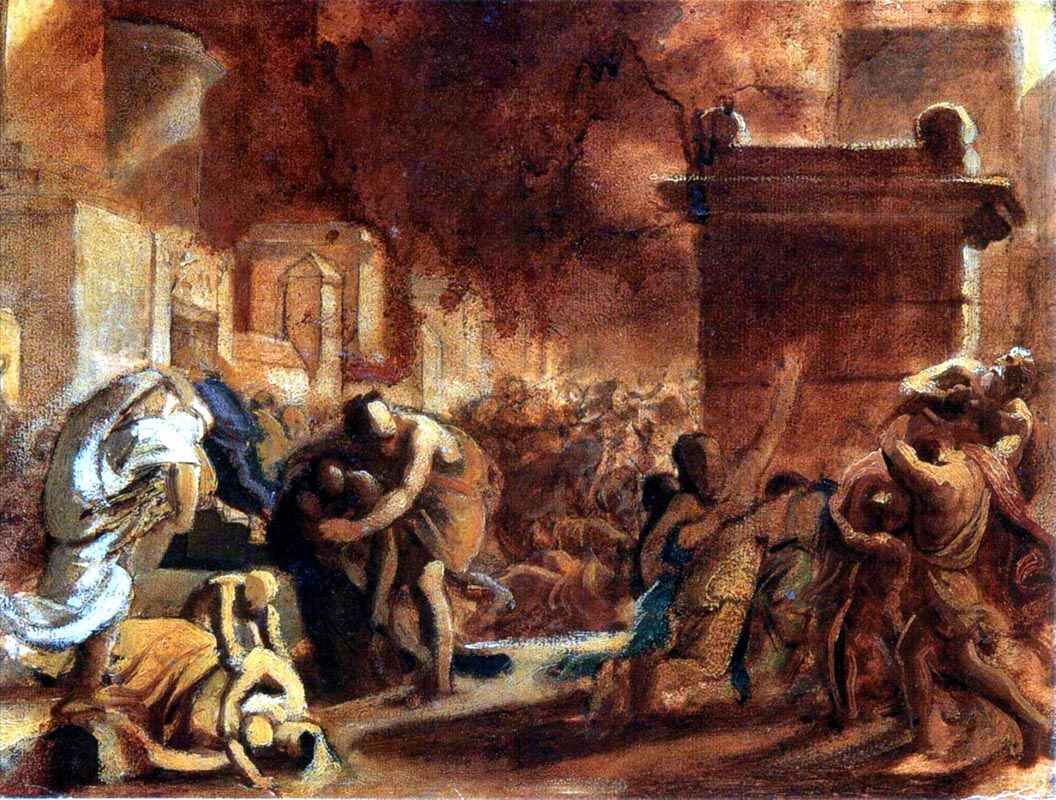
Estudio 1827-1828 (Galeria nacional de arte de Perm).
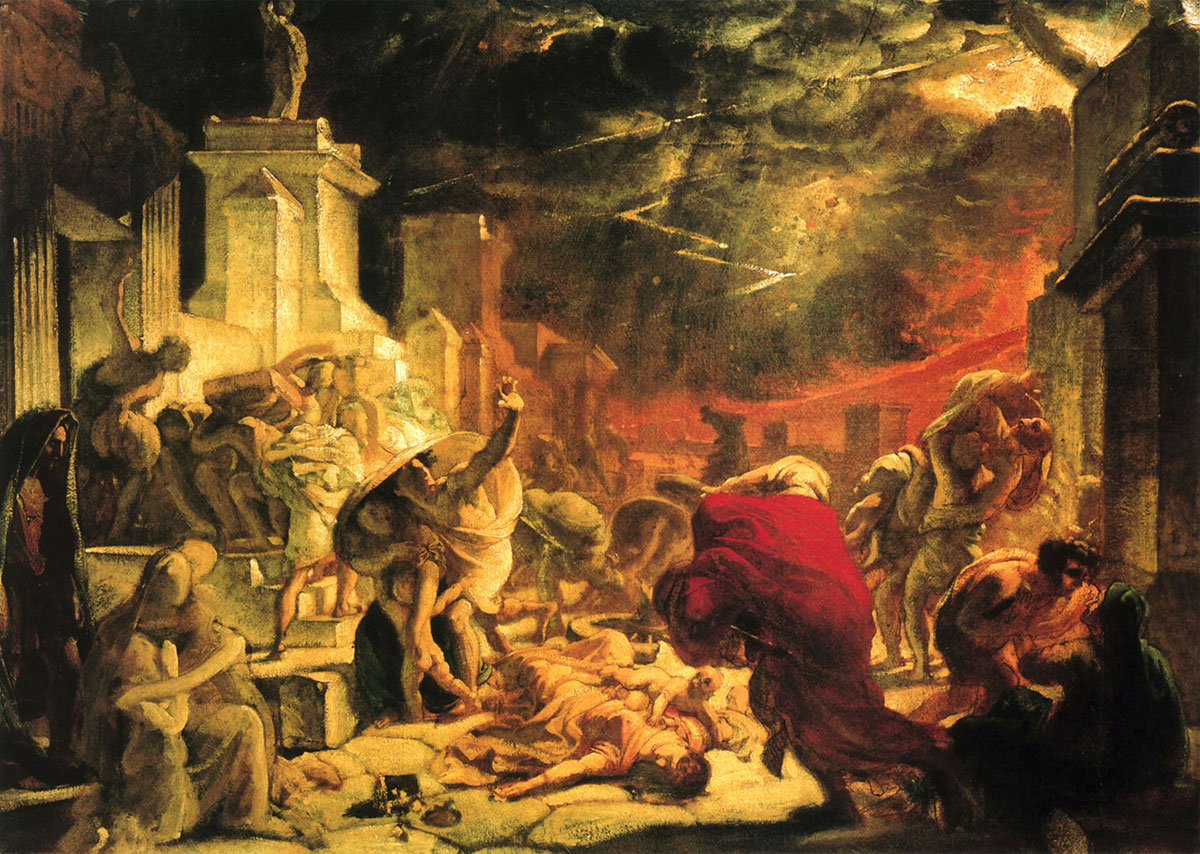
Boceto 8 de 1828 Museo Ruso.

## Opiniones y críticas

### SigloXIX

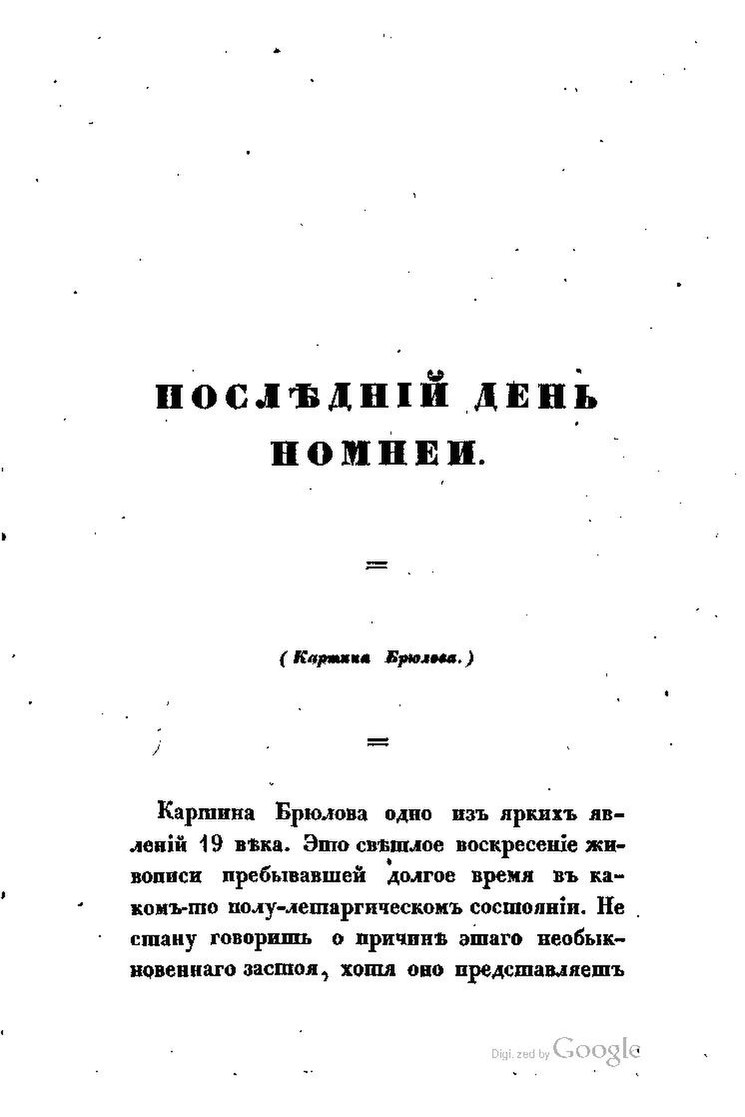
Primera página del texto de Gógol.

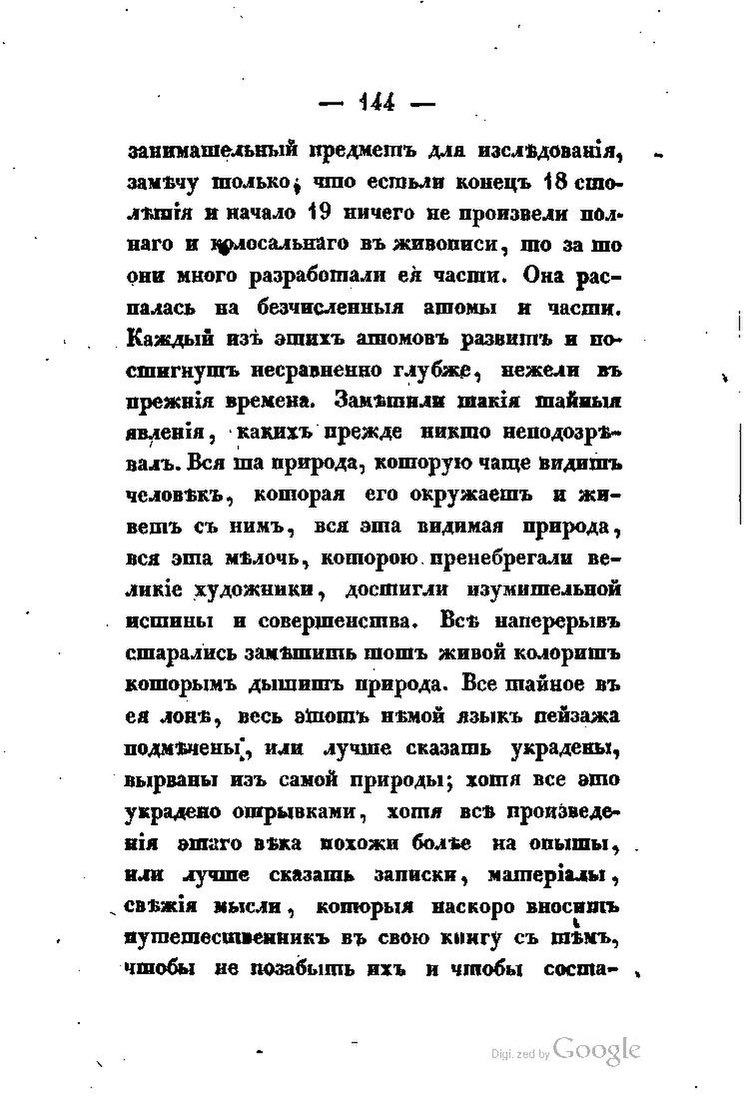
Segunda página del texto de Gógol.

El escritor Nikolái Gógol en su artículo Le Dernier Jour de Pompéi, realizado en agosto de 1834 y publicado en enero de 1835 en la serie Arabesques, consideró esta pintura como una de las más notables de las primeras del siglo XIX «una resurrección de la pintura que había permanecido durante mucho tiempo en un estado semi-letárgico», y el propio Briulov como «el primero de los pintores donde la plástica ha alcanzado la cima de la perfección». Comparando a Briulov con sus famosos predecesores, Gógol escribe: «Sus personajes, a pesar del horror de su situación, no contienen en sí mismos su miedo, causando escalofríos, como lo hacen las criaturas severas de Miguel Ángel. Tampoco están poseídos por estos sentimientos, a la vez insondables y sutiles, para quienes todo se realiza como sujetos de los lienzos de Rafael Sanzio. Los personajes de Briulov son hermosos a pesar de todo el horror que enfrentan. Están absortos en su belleza». Es aquí donde Gógol sitúa la perfección alcanzada por el artista en que, en esta catástrofe, consigue mostrar toda la belleza del hombre y la gracia suprema de la naturaleza.
El crítico italiano Francesco Ambrosoli, publicó en 1833 un folleto que detallaba el cuadro Le Dernier Jour de Pompéi. Escribe que este cuadro «merecía la sorpresa que causó» en Roma y Milán y que «bastaría para establecer la gloria del gran pintor». Según Ambrosoli, la comparación del talento del pintor ruso con la maestría de sus ilustres predecesores italianos es totalmente aceptable: encontramos en su lienzo la monumentalidad de Miguel Ángel, la gracia de Fra Angelico, «a veces recuerda a Rafael Sanzio, a veces parece que vuelve a la vida Tiziano». Ambrosoli continúa diciendo que «todos sus motivos están tan bien organizados y conectados entre sí con tanto arte, tanta frescura y tan lejos de cualquier imitación servil que cada uno inconscientemente se dice a sí mismo: ¡aquí hay un pintor que domina perfectamente su arte!»
El pintor Fiodor Bruni, trabajó durante años en el monumental lienzo La serpiente de Aarón, describió El último día de Pompeya en una carta al escultor Samuel Galberg del 17 de marzo de 1834. En homenaje a Briulov, escribe que este nuevo cuadro de su «competidor» «es muy bello, sobre todo para el público». Describiendo los efectos de la erupción volcánica y el terremoto y las figuras de los personajes corriendo en todas direcciones, Bruni también informa que la escena «es muy compleja y causa una fuerte impresión». También señala «el terrible efecto obtenido gracias al rayo, que se congela en el aire para iluminar la escena representada de una manera artística admirable». En la misma carta señala la insuficiente diversidad psicológica de los actores del lienzo y escribe: «Puedo ser un poco quisquilloso, pero me gusta ver en la pintura sentimientos profundos».
El publicista y escritor Aleksandr Herzen ha escrito varias veces sobre el cuadro El último día de pompeya en sus cartas, diarios y otras obras. En particular, en su ensayo New Phase of Russian Literature, publicado en 1864 en el periódico Kolokol, describe sus impresiones sobre la pintura de Briulov de la siguiente manera: «En este gran cuadro se ven grupos de personas asustadas que intentan escapar mientras otros mueren a causa del terremoto, de la erupción volcánica; caen bajo la influencia de una fuerza natural, que ataca injustamente y contra la cual toda resistencia es inútil. Esto es lo que el cuadro inspira en San Petersburgo». Hersen compara las fuerzas inevitables de la naturaleza con el poder despótico que prevalece en Rusia; por lo tanto, ve en esta pintura una alegoría y una metáfora, que tal vez no formaban parte de los objetivos conscientes de Briulov.

### SiglosXXyXXI
El pintor y crítico Alexandre Benois en su libro Historia de la pintura rusa del siglo XIX, cuya primera edición se publicó en 1902, escribe que para él el cuadro El último día de Pompeya representaba «un espectáculo de fuegos artificiales, un final de ópera prodigioso, tan perfectamente ejecutado, con todos estos hermosos extras tan bien agrupados, que debería producir un efecto sorprendente en el público». Al mismo tiempo, Benois sintió que el público y los pintores se habían entusiasmado con esta pintura porque llamaba mucho la atención «por su viejo pero violento pathos». Al mismo tiempo, el crítico felicita a los grupos de modelos representados en este lienzo y, en particular, al grupo de la escalera, algunos de los cuales intentan atravesar una puerta mientras que otros se retiran con el terror en sus rostros, y entre ellos al propio artista Briulov con sus pinceles en una caja sobre la cabeza lanzando una mirada curiosa hacia el cielo enojado.
El crítico estadounidense George Heard Hamilton (1910-2004), en una monografía sobre arte y arquitectura en Rusia, escribe que el éxito de El último día de Pompeya podría explicarse por el hecho de que el espectador puede encontrar algo de su gusto en esta pintura. Según el crítico, la pintura de Briulov es una interpretación melodramática de un tema clásico con muchos detalles realistas, que incluso en nuestros días siguen golpeando por la fuerza de su impacto. Hamilton considera que desde un punto de vista artístico la pintura de Briulov es impecable con sus huellas de influencia de Rafael Sanzio, Nicolás Poussin y Jacques-Louis David y sus efectos escénicos en estilo de Horace Vernet. Por su luminosidad el lienzo supera para Hamilton las obras de los últimos representantes de la Escuela boloñesa.

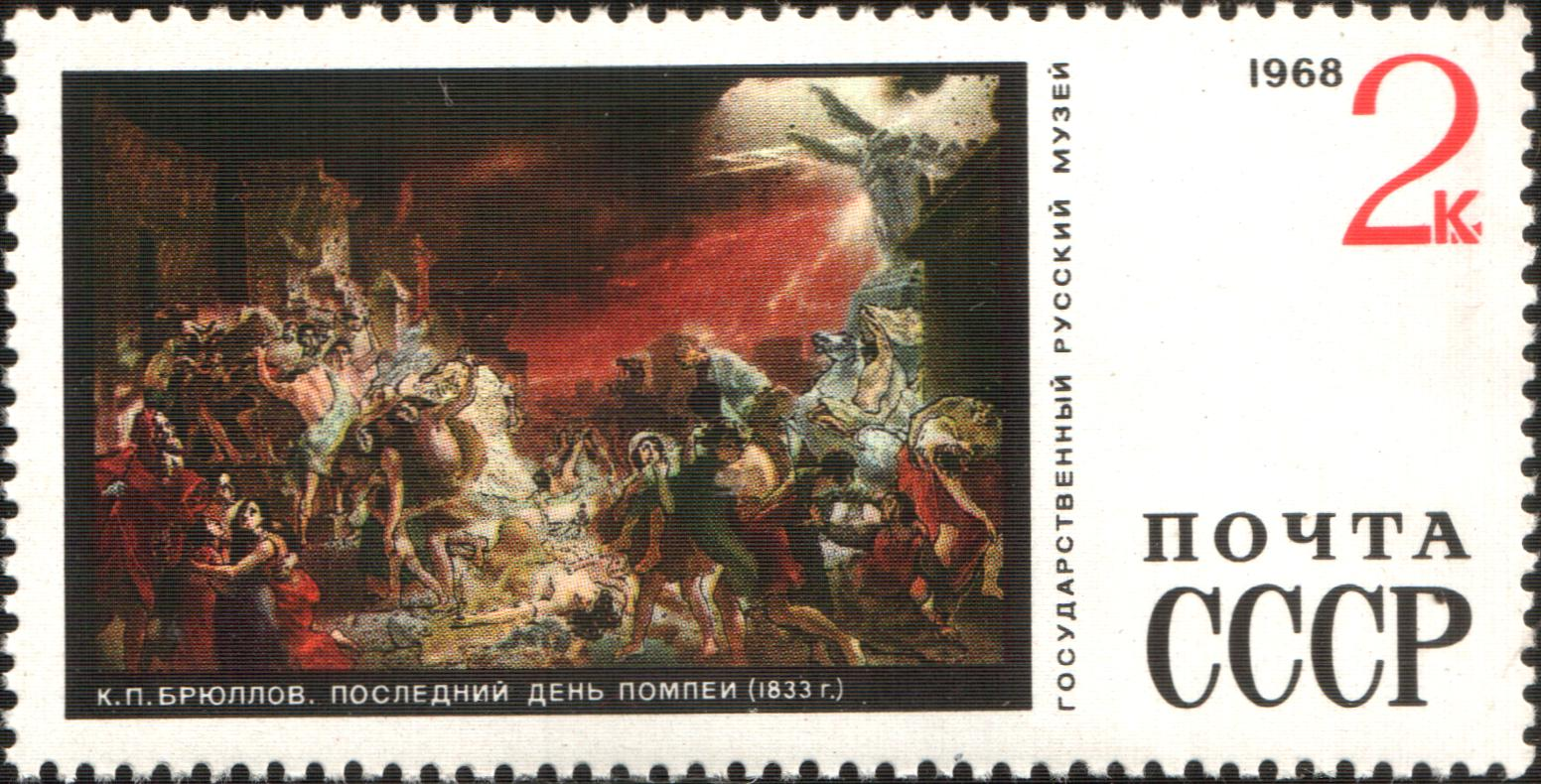
El último día de Pompeya en un sello postal bajo el tiempo de la URSS en 1968

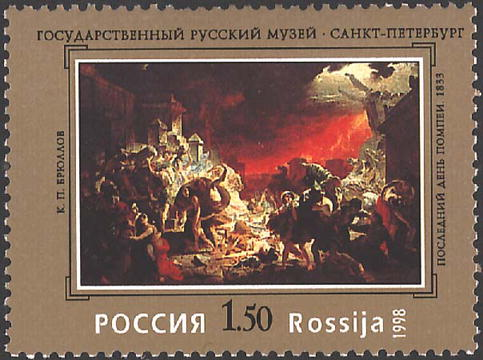
Pintura El último día de POmpeya Federación de Rusia 1998

Según el crítico de arte Alexei Savinov, «el gran tema» del cuadro El último día de Pompeya fue el cambio de época provocado por el desastre que interrumpió el curso normal de la vida. Savinov observa que Briulov, al mostrar el surgimiento espontáneo de las fuerzas de la naturaleza en la sociedad humana, «presentó una nueva comprensión de la historia para su tiempo», que no tiene lugar a través de la intervención de reyes o generales, sino a través de las fuerzas de la naturaleza. El crítico escribe que Briulov «estaba tan ansioso por ser veraz y preciso en su representación de la antigüedad que amaba, que todavía hoy le creemos, cualesquiera que sean sus ideas convencionales, sus medios artísticos y sus técnicas personales». Para Savinov, «Briullv tuvo el destino de los innovadores, desde el primer día que su trabajo fue conocido».
La crítica de arte Alla Verechchaguina señala que la elección del tema del lienzo de Briulov no tiene precedentes en la práctica de la pintura histórica clásica: el pintor no muestra a un héroe realizando una hazaña en un orgulloso aislamiento o rodeado de admiradores de sus acciones de brillantez. Por el contrario, el desastre que se representa afecta a muchos espectadores al mismo tiempo y ha permitido por primera vez en Rusia llevar a la gente a la pintura histórica. Briulov muestra una multitud de personajes bastante idealizados y abstractos, sin características sociales particulares, y Verechchaguina continúa señalando que es difícil estimar el valor histórico dado por el autor a su lienzo, pero se puede decir que:«.... justo fue hasta él que en la pintura histórica escuchamos la voz del solista, Briulov, hizo que el coro escuchara...». Según la crítica de arte, el pintor ha llevado la pintura histórica a un nivel de conocimiento contemporáneo mientras representa el pasado. En gran medida, esto fue posible porque se sintió atraído por la verdad histórica y la fiel representación de la arquitectura, la vestimenta, así como por la apariencia nacional italiana de los héroes del cuadro.  
La historiadora del arte Svetlana Stepanova observa que la pintura El último día de Pompeya, que llegó a Rusia en 1834, no fue únicamente uno de los logros de la escuela nacional de pintura de Rusia, sino un verdadero fenómeno que aceleró la evolución del arte en Rusia. Expuesto al principio en la Academia de Bellas Artes, luego desde 1851 en el Hermitage este lienzo estaba disponible, como modelo, para una nueva generación de artistas. Según Stepanova, para realizar esta obra, Briulov necesitaba un cierto coraje, para superar los límites del academicismo estricto, «para poner en escena su composición y resolver sus problemas más complejos, tanto en lo que se refiere al color como al problema de las Artes Plásticas». El dinamismo, los efectos de la luz y el espacio que emergen de las composiciones de Briulov fueron retomados por sus discípulos y estudiantes.

## Crítica francesa
René Huyghe se preguntaba si el academicismo de Briulov podía contarse entre los románticos mientras que el pintor estaba cautivo de «un patetismo declamatorio», al que su cuadro El último día de Pompeya no escapó «tan débil es su composición y la tragedia artificial». La falta de tradición nacional en Rusia ha dejado la obra dependiente de las tradiciones occidentales. Huyghe repite la irónica cita de Iván Turguénev sobre Briulov: «Recibió el don de expresar todo lo que quería y no tenía nada que decir».
Para el historiador francés Louis Réau la génesis de este gran cuadro de Briulov se encuentra en la ópera de Giovanni Pacini L'ultimo giorno di Pompei, que le dio su carácter. «Es un escenario de teatro, un patético hueco, iluminación artificial y violenta...». Para este historiador, Briulov no sabe resucitar figuras del pasado como Delacroix. Ninguna emoción surge de la puesta en escena de los pompeyanos en pánico. Su pintura recuerda más a las frías reconstrucciones de Paul Delaroche o Louis Gallait. El éxito del joven pintor ruso fue sin embargo prodigioso en Italia, donde los extranjeros están celosos de buena gana. En París, en cambio, la recepción de 1834 fue más reservada. Pero la frialdad que se le dijo se atribuyó a la atmósfera política que era muy polonófila en ese momento. En Rusia, en cambio, fue un verdadero delirio, ya que su pintura fue muy admirada. A la luz de las concepciones artísticas del siglo XX, el entusiasmo por esta pintura ha disminuido, casi desaparecido. Pero el éxito de El último día de Pompeya en su país tuvo el mérito de hacer comprender al público que el arte podía tener su importancia y contribuir a la gloria de una nación.
Aunque su producción fue abundante, Briulov sigue siendo el hombre de una única pintura que le valió una reputación europea en su época. Sin embargo, reconoce Louis Réau, Briulov ha brillado en otros campos que no sean las reconstrucciones históricas, por las que sin duda se habría sentido humillado. En sus íntimos retratos en acuarela realizados en Roma bajo la influencia de Ingres, encontramos hermosas cualidades de frescura y sinceridad: Amazona, Mañana italiana. Los dos retratos de la graciosa Yulia Samoilova y su hija adoptiva se encuentran entre los más atractivos del período romántico.
Del mismo modo, Dominique Fernández señala que el «desempaquetado del pathos romántico» del lienzo de Pompeya nos parece hoy una «grandilocuencia paralizante». El Narciso de Briulov le revela a Fernández qué clase de pintor más conmovedor podría haber sido si no se hubiera sentido obligado a lidiar con «grandes máquinas históricas con múltiples personajes».

Retratos por Briulov
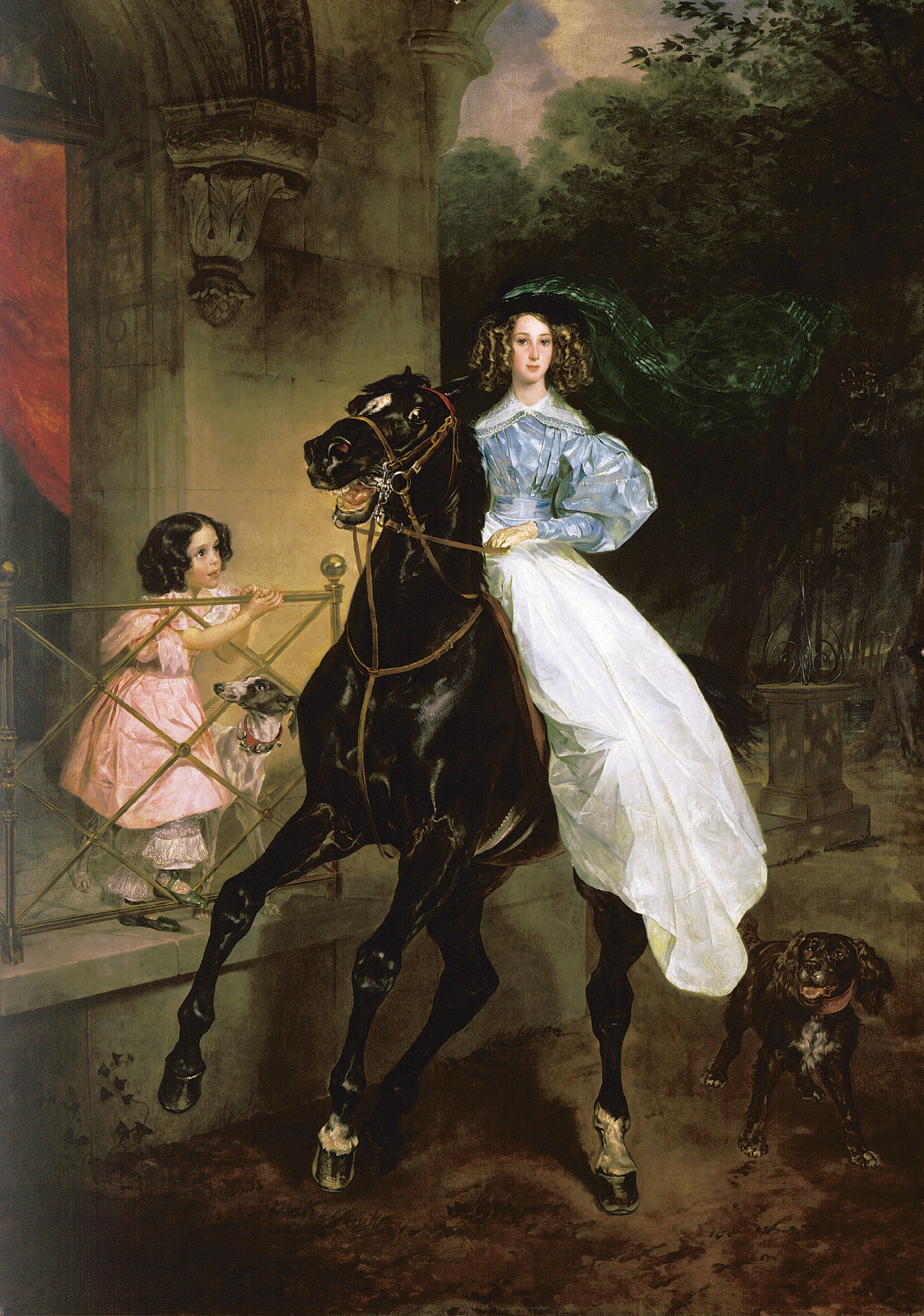
La amazona, Briulov (1832).
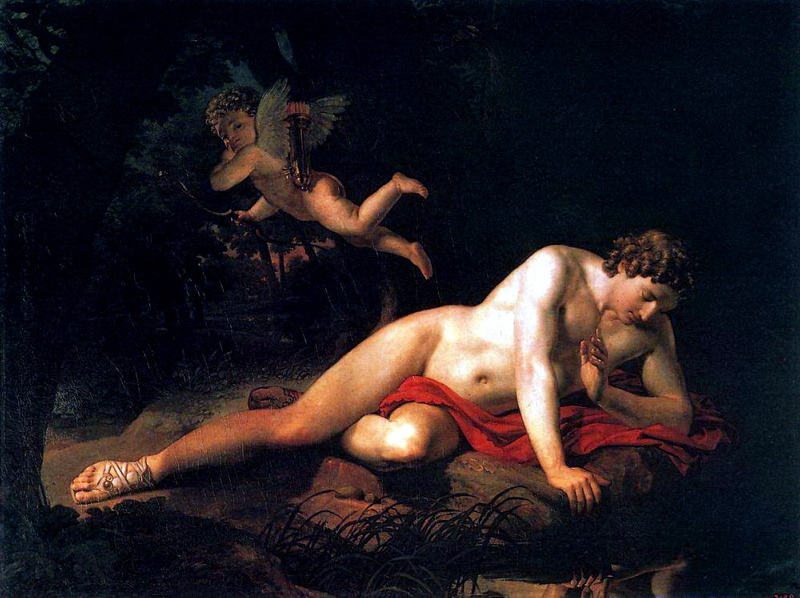
Narciso de Briulov (1819).
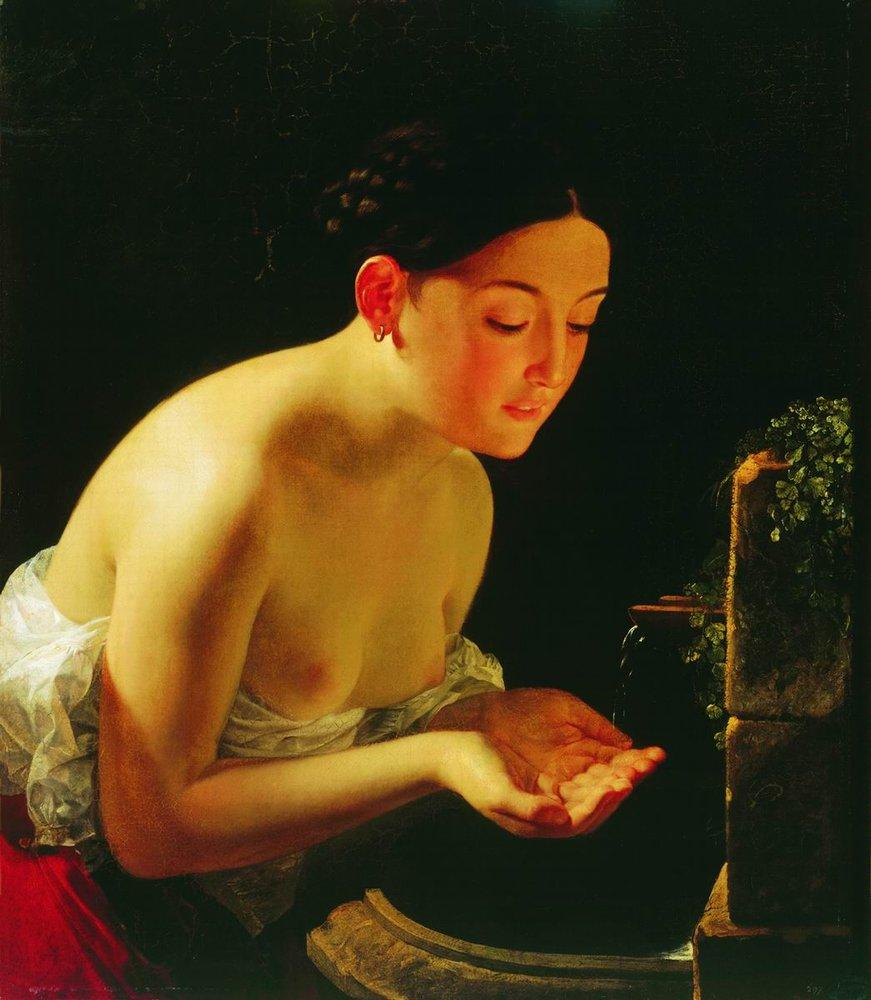
Mañana italiana de Briulov (1823).